# هوندا
هوندا موتور کورپوریشن (به ژاپنی: 本田技研工業株式会社) شرکت خوشه‌ای چندملیتی ژاپنی است که در زمینهٔ طراحی، توسعهٔ فناوری و تولید انواع خودروها، موتورسیکلت‌ها، موتورهای قایق‌رانی و انواع موتور خودرو در جهان شناخته شده‌است. هوندا در سال ۱۹۴۸ توسط هوندا سوییچیرو تأسیس شد و از سال ۱۹۵۹ تاکنون، بزرگترین تولیدکننده موتورسیکلت در جهان می‌باشد. این کورپوریشن همچنین با تولید ۱۴ میلیون موتور خودرو در سال، به‌عنوان بزرگترین سازنده موتورهای درون‌سوز جهان شناخته می‌شود.
هوندا به‌جز صنعت خودروسازی، در حوزه‌های دیگر، همچون تولید موتورهای هواگرد، هواپیماهای جت، قایق‌های موتوری، پمپ‌های آب، تجهیزات الکتریکی، تیلرها، ژنراتورها، ربات و تجهیزات انتقال برق نیز فعالیت گسترده‌ای دارد.
شرکت هوندا نخستین خودروساز ژاپنی بود، که اقدام به تولید خودروهای لوکس، تحت برند اکیورا نمود و شرکت‌های تویوتا و نیسان نیز با الگوبرداری از هوندا، اقدام به راه‌اندازی برندهای لکسوس و اینفینیتی کردند.
اکنون هوندا موتور پس از گروه فولکس‌واگن، تویوتا، استلانتیس، جنرال موتورز، هیوندای موتور، فورد موتور و نیسان به‌عنوان هشتمین خودروساز بزرگ جهان به‌شمار می‌آید.

## تاریخچه

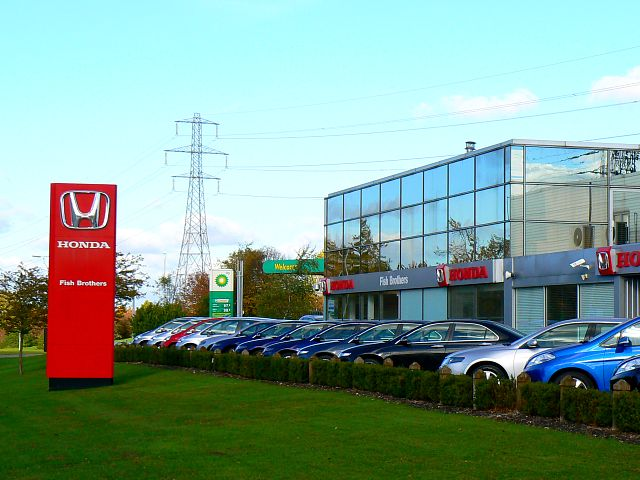
مرکز فروش هوندا در وست سویتدان

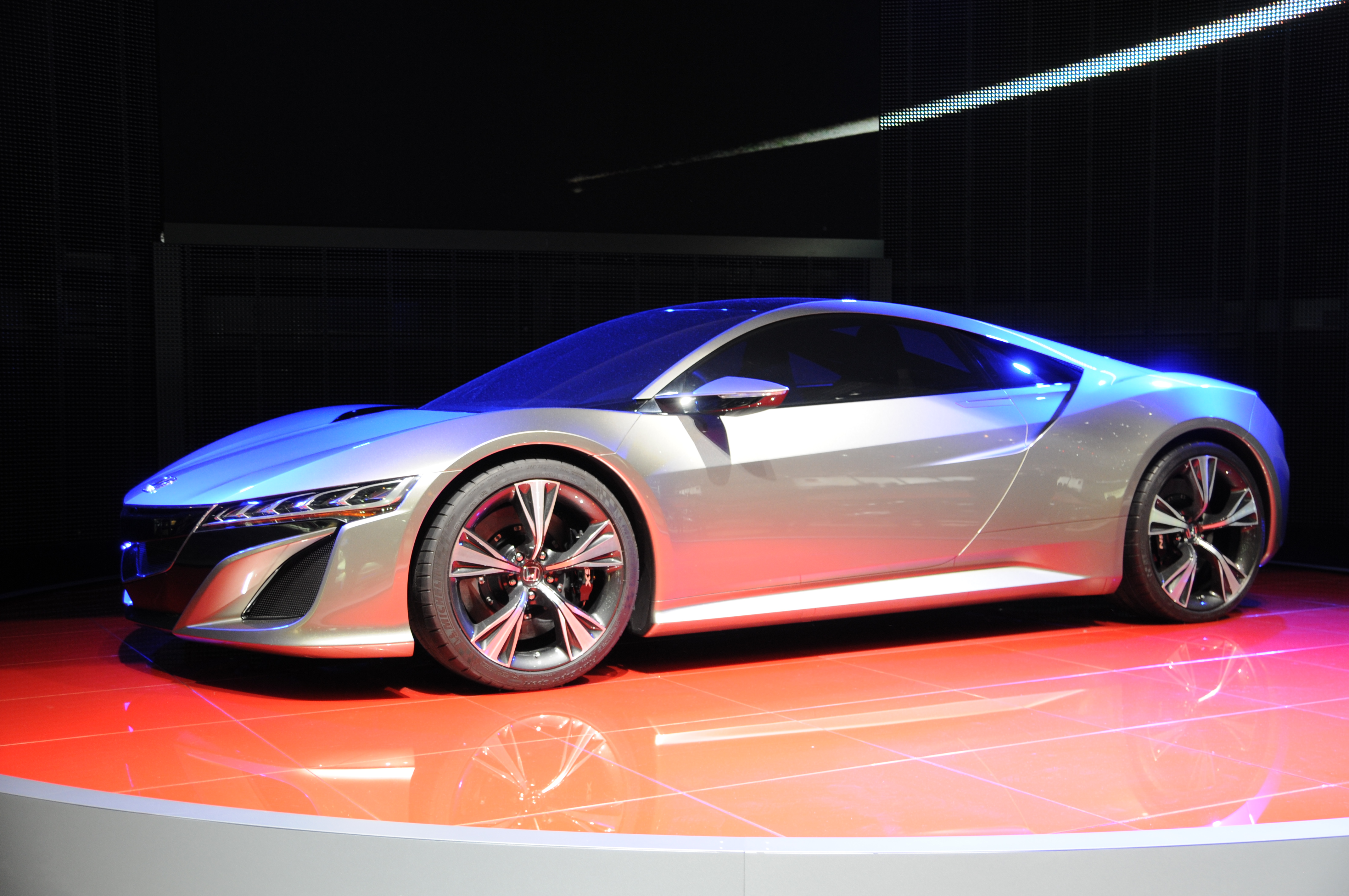
هوندا ان‌اس‌ایکس نمایشی، در نمایشگاه خودرو جنوا ۲۰۱۲

سوییشیرو هوندا یک مکانیک بود، که پس از کار کردن در آرت شوکای با تکیه بر اراده و فعالیت فردی توانست رینگ پیستون‌های مختص خود را، در سال ۱۹۳۸ تولید کند. او تلاش کرد آن‌ها را به تویوتا بفروشد، درحالی‌که نخستین طرح وی از طرف آن‌ها رد شده بود. پس از دو سال مطالعه و کار بیشتر بر روی طرح خود، هوندا توانست با تویوتا قراردادی منعقد نماید.
همکاری او با تویوتا تا جنگ جهانی دوم ادامه داشت، اما در جنگ پیستون تولیدی هوندا کاملاً از میان رفت. پس از جنگ سویچیرو با باقی‌مانده بازار خود در ژاپن یک شرکت جدید بنا کرد. با وجود مشکلات شدید مالی، به دلیل نیاز شدید در آن زمان به وسایل ترابری، هوندا با اتصال یک پیشرانه ساده به بدنه یک دوچرخه، یک وسیله ارزان قیمت و بسیار اولیه موتوری را تولید کرد. وی نام شرکت خود را «هوندا گیکن کوگیو کابوشی کایشا» به معنی شرکت پژوهشی هوندا نهاد.
با وجود نام پر مسما نخستین محصولش یک کابین کوچک و ساده چوبی بود و در واقع چیزی بیشتر از یک دوچرخه موتوردار عرضه نمی‌کرد. شرکت رسمی موتوری هوندا به نام و به طوری رسمی در ۲۴ سپتامبر ۱۹۴۸ در ژاپن بنا شد. هوندا در ادامه کار خود تولیدات قایق موتوری و موتورسیکلت آغاز کرد و بدین ترتیب مشکلات مالی ناشی از جنگ را روز به روز برطرف نمود. نخستین موتورسیکلت هوندا که برای فروش عرضه شد هوندا مدل-ای در سال ۱۹۴۷ (یک سال پیش از تأسیس رسمی شرکت) بود.
البته نخستین موتور سیکلت تکامل یافته هوندا در سال ۱۹۴۹ روانه بازار شد که هوندا مدل-دی نام داشت. سال ۱۹۵۸ سال تأسیس شرکت آمریکایی هوندا بود و یک سال بعد نخستین محصول خود یعنی هوندا سی۱۰۰ سوپر کاب را وارد بازار کرد. این مدل با حدود ۳۰ میلیون دستگاه فروش، رکورد بهترین فروش تاریخ وسایل نقلیه را به خود اختصاص داد.
شرکت هوندا در سیر تکاملی خود در زمینه موتورسیکلت‌سازی، شانس خود را در خودروسازی نیز امتحان کرد. در اوایل سال ۱۹۶۰ نخستین نمونه‌های خودرو جاده‌ای هوندا تولید شد. البته بیشتر بر مبنای بازار ژاپن بود. نخستین محصول خودروی هوندا مدل هوندا تی۳۶۰ در سال ۱۹۶۳ و در واقع یک بارکش کوچک در چهار فرم متفاوت بدنه بود که با یک پیشرانه ۳۶۰ سی‌سی و با ۳۰ اسب‌بخار قدرت تولید می‌شد.
دو ماه بعد نخستین محصول رسمی هوندا با عنوان هوندا اس۵۰۰ ساخته شد که یک رودستر ۲ در با یک پیشرانه ۴۹۲ سی‌سی بود که با ۴۴ اسب‌بخار قدرت و با خط قرمز جالب ۹۵۰۰ دور در دقیقه با یک گیربکس ۴ دنده عرضه گردید. آقای هوندا تجربه و دانش گسترده خود را در زمینه موتورسیکلت به کار گرفت و در تولید خودروهای خود تا حد بسیاری مورد استفاده قرار داد.
سپس تلاش‌های بسیاری برای بازاریابی در آمریکا و کانادا صورت پذیرفت. البته خودروهای کوچک هوندا که بیشتر برای ژاپنی‌ها طراحی شده بود، در بازار غرب چندان مورد استقبال قرار نگرفت، اما سپس آکیورا (خودروهای پیشرفته هوندا که با این مارک در آمریکای شمالی و چین عرضه می‌شود) تحولی در تولید خودروهای لوکس هوندا ایجاد کرد.
در سال‌های گذشته تأکید هوندا بر سامانه امنیتی و توسعه این امکانات بوده‌است. برای سال ۲۰۰۷ هوندا در صدد گسترش بخش‌های استاندارد امنیت در حد خودروهای روز آمریکای شمالی بوده و در این زمینه کیسه‌های هوای روبرو، کیسه‌های هوای طرفین و ترمزهای ضد بلوکه را در مدل‌های جدید خود منظور کرده‌است.

## شعارهای تبلیغاتی
- مشتری همیشه پادشاه است.
- متفاوت بودن، مشتری مداری، خدمات خوب
- خدمات را پیش از فروش باید آغاز کرد

## تبلیغات

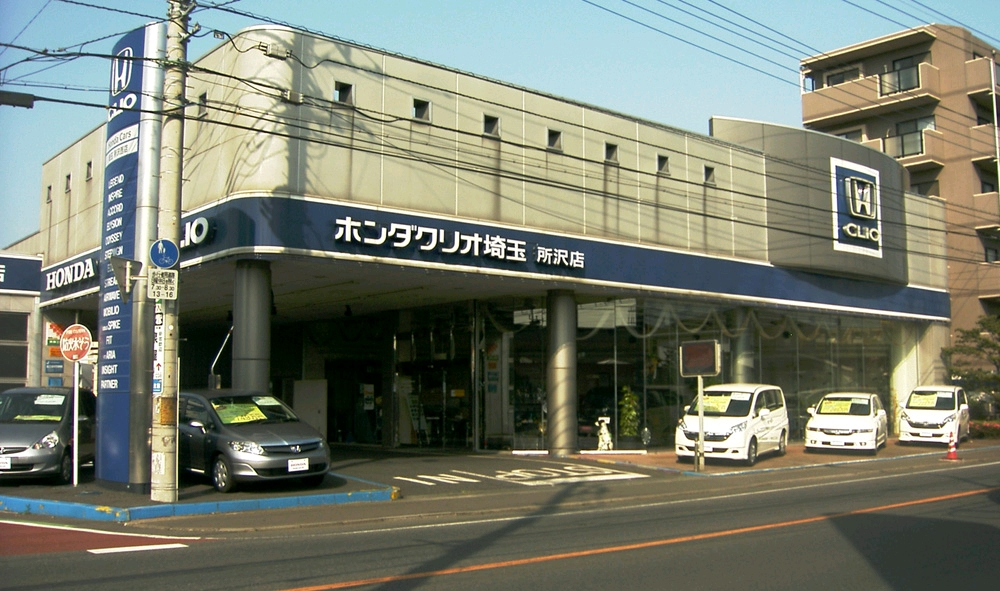
دفتر شرکت هوندا موتور کورپوریشن

فعالیت تبلیغاتی محدودی در سال ۱۹۵۹ با دو منظور آغاز شد. آگهی‌های کوچک در مجلات ویژهٔ خرید و فروش درج شد. خوانندگان آگهی به فروشندگان محلی مراجعه می‌کردند تا از این نوع موتورسیکلت آگاه شوند. فروشندگان محلی با شنیدن تقاضای خوانندگان در جستجوی مشخصات موتورسیکلت برآمدند.
هوندا در نظر امریکایی‌ها زیبا جلوه کرد. مدیران بازاریابی و فروش به نمایشگاه‌های خودرو مراجعه کردند تا به مدت دو هفته سوپرکاپ در گوشه‌ای از نمایشگاه جا گیرد. پس از دو هفته وقتی به سراغ نمایشگاه‌ها رفتند دریافتند پیش‌بینی اخیر آن درست است. صاحبان نمایشگاه برای معاملهٔ شماری سوپرکاپ پیشنهاد خرید دادند. هوندا در این زمان توجه اساسی خود را به بخش خدمات معطوف کرد.
فلسفهٔ هوندا بر آن بود که خدمات خوب، کلید موفقیت درازمدت است. در نبود سامانه پخش لوازم یدکی، قطعات با هواپیما از ژاپن به آمریکا ارسال می‌شد. فروشندگان در کوتاه‌مدت با بهره‌مندی از خدمات هوندا، بر اعتبار شرکت افزودند. ۵۰۰ نمایندهٔ فروش در سال ۱۹۶۱ توزیع و فروش گسترده هوندا را برعهده داشتند.
بهار سال ۱۹۶۳ هزینه تبلیغاتی هوندا ۵ میلیون دلار بود. کار تبلیغ موتورسیکلت‌های کوچک و بزرگ هوندا به گونه‌ای بود که بر هیچ‌یک از مصرف‌کنندگان تأثیری ناخوشایند نگذارد. در آگهی‌ها افرادی از طبقه متوسط نشان داده شدند که سوار بر هوندا هستند. این آگهی‌ها بر روی قشرهای گسترده‌ای از جامعه آمریکا تأثیر گذاشت.
زمانی که هوندا به همراه شریک تجاری خود فوجی ساوا نخستین خودروی هوندا را در ایالات متحده آمریکا طراحی و عرضه کرد، تصور این امر مشکل بود که این شرکت تا دو دهه پیش از آن اساساً هیچگونه خودرویی تولید نکرده‌است. اما امروزه بیش از نیمی از کارکنان آن، در ایالات متحده به موتورسیکلت‌سازی و خودروسازی مشغول هستند و در سال ۲۰۰۸، کارخانه خودروسازی دیگری نیز با ظرفیت ۲۰۰ هزار خودرو در سال در آن کشور افتتاح کرد.

## اهداف
اهداف شرکت هوندا عبارت است از
- توجه و پاسخ دادن به نیازهای اجتماع
- درک، توافق و تعهد و مشارکت کارکنان
- به‌کارگیری مناسب منابع
- بیشینه کردن منافع بالقوه

## چشم‌انداز
شرکت هوندا چشم‌انداز خود را چنین تعریف کرده‌است: جامعه در اثر رهبری اجتماعی هوندا بهتر خواهد شد. مأموریت هوندا نیز عبارت است از: رفاه و غنای اجتماعی، اقتصادی و آموزشی جوامع از طریق مشارکت فردی و همکاری جمعی.

## کارکنان
هنگامی که در ۱۹۷۹، هوندا نخستین کارخانه خود را در آمریکا بنیاد نهاد، نخستین شرکتی بود که مستقیماً نیروهای آمریکایی را به استخدام خود درآورد. هم‌اکنون از ۱۶۷ هزار نفر کارکنان شرکت، بیش از ۱۰۰ هزار نفر در آمریکا در حوزه موتورسیکلت و خودروسازی فعالیت دارند. ۲۷ هزار نفر از این افراد در حوزه تحقیق و توسعه مشغول هستند.

## فروش
هوندا هم‌اکنون هشتمین شرکت بزرگ خودروسازی جهان محسوب می‌شود. در سال ۲۰۰۵، ۳٫۴۳۶٫۱۶۴ دستگاه خودرو یعنی ۳/۵ درصد تولید کل جهانی به هوندا اختصاص داشت. هوندا، پس از جنرال موتورز، تویوتا، دایملر کرایسلر، فورد و فولکس واگن، هفتمین خودروساز جهانی است که شرکت‌های نیسان، پژو، هیوندا، فیات، ب‌ام‌و، رنو، ولوو و سوزوکی را پشت سر خود دارد. هوندا با فروش حدود ۹۵ میلیارد دلاری و سود خالص ۵ میلیارد دلاری در رتبه ۳۱ پانصد شرکت برتر جهانی قرار گرفته‌است.
۲۴ میلیارد دلار درآمد تخمینی شرکت هوندا در سال ۱۹۸۸ بود. شرکتی با ۶۶ کارخانه در ۳۵ کشور آسیایی، اروپایی و آمریکایی فراورده‌های برتر خود را با قیمت مناسب و خدمات پس از فروش تولید و عرضه می‌کرد.

## بازار ایالات متحده
سال ۱۹۵۹ هوندا محصولاتش را به ایالات متحده آمریکا صادر کرد. در سال ۱۹۶۰ شرکت هوندا عملاً وارد زمینه خودروسازی شد و خودروهایی را برای عرضه در بازارهای ژاپن و همچنین شرکت در مسابقات رالی تولید کرد.
سال ۱۹۷۳ خودروی هوندا سیویک را عرضه و تولید کرد، که این خودرو خیلی زود نظر مشتریان آمریکایی را به خود جلب کرد و سال ۱۹۸۰ خودروسازی هوندا توانست، نام قابل قبولی را برای خود انتخاب کند و جزو خودروسازان موفق جهان قرار گیرد.
در سال ۱۹۸۹ هوندا توانست امتیاز برترین خودرو را در ایالات متحده آمریکا کسب کند. پس از آن، این شرکت خودروسازی محصولات مشهور و لوکس خود را نیز تحت برند آکیورا به بازارهای ایالات متحده آمریکا معرفی کرد. هوندا در سال ۱۹۹۰ دست به نوآوری زد و از فناوری‌های جدید در حوزه خودرو استفاده کرد. این نوآوری‌ها در زمینه سامانه تنظیم و کنترل سرعت، ساختار آلومینیومی در بدنه، بهبود تجهیزات ایمنی و ساخت خودروهای برقی و الکتریکی را به دنبال داشت.
هوندا همچنین خطوط تولید خود را در کشورهای چین، پاکستان، ایالات متحده آمریکا، کانادا، انگلستان، برزیل، نیوزیلند، اندونزی، هند، ترکیه و تایلند راه‌اندازی و محبوبیت و شهرت بسیاری کسب کرد. دو خودروی هوندا سیویک و هوندا آکورد مدت‌ها به عنوان پرفروش‌ترین محصولات این شرکت در بازارهای مختلف بودند.
تا سال ۲۰۰۷ میزان تولیدات هوندا حدود ۶٫۴ میلیون واحد در سال رسید. اما سال ۲۰۱۰ این میزان به ۴٫۷ میلیون واحد کاهش یافت. همچنین از محصولات دیگر هوندا که در زمینه هوایی است، می‌توان هواپیمای اچ‌ای-۲۴۰ را نام برد. شرکت هوندا محصولات بسیاری از جمله انواع خودرو و موتورسیکلت را نیز به مسابقات رالی فرستاد و موفقیت‌های بسیاری را هم به دست آورد. سال ۱۹۹۹ هوندا نخستین خودروی هیدروژنی خود را به بازار ایالات متحده آمریکا فرستاد و رفته رفته بخش عمده‌ای از بازار ایالات متحده آمریکا را تصاحب کرد.
سال ۲۰۰۸ خودروهای پیشرفته و مدرن هیدروژنی و الکتریکی را نیز عرضه کرد و سال ۲۰۱۰ سومین خودروی سوخت هیدروژنی هوندا به نام سی‌آر-زد را تولید و عرضه کرد و در تولید این نوع خودروها نیز پیشرو شد. هوندا پس از کسب موفقیت‌های پی‌درپی همچنان با تولید خودروهای پیشرفته جزو برترین خودروسازان ایالات متحده به‌شمار می‌رود.
میزان فروش در ایالات متحده به صورت زیر است:
| سال مالی | میزان فروش در ایالات متحده |
| -------- | -------------------------- |
| ۱۹۹۲     | ۷۶۸٬۸۴۵                    |
| ۱۹۹۳     | ۷۱۶٬۵۴۶                    |
| ۱۹۹۴     | ۷۸۸٬۲۳۰                    |
| ۱۹۹۵     | ۷۹۴٬۵۷۹                    |
| ۱۹۹۶     | ۸۴۳٬۹۲۸                    |
| ۱۹۹۷     | ۹۴۰٬۳۸۶                    |
| ۱۹۹۸     | ۱٬۰۰۹٬۶۰۰                  |
| ۱۹۹۹     | ۱٬۰۷۶٬۸۹۳                  |
| ۲۰۰۰     | ۱٬۱۵۸٬۸۶۰                  |
| ۲۰۰۱     | ۱٬۲۰۷٬۶۳۹                  |
| ۲۰۰۲     | ۱٬۲۴۷٬۸۳۴                  |
| ۲۰۰۳     | ۱٬۳۴۹٬۸۴۷                  |
| ۲۰۰۴     | ۱٬۳۹۴٬۳۹۸                  |
| ۲۰۰۵     | ۱٬۴۶۲٬۴۷۲                  |
| ۲۰۰۶     | ۱٬۵۰۹٬۳۵۸                  |
| ۲۰۰۷     | ۱٫۵۵۱٫۵۴۲                  |
| ۲۰۰۸     | ۱٫۲۸۴٫۲۶۱                  |
| ۲۰۰۹     | ۱٫۱۵۰٫۴۷۸۴                 |
| ۲۰۱۰     | ۱٫۲۳۰٫۴۸۰                  |
| ۲۰۱۱     | ۱٫۱۴۷٫۰۰۰                  |
| ۲۰۱۲     | ۱٫۴۲۲٫۰۰۰                  |
| ۲۰۱۳     | ۱٫۵۱۲٫۳۲۳                  |

## موتورسیکلت هوندا
شرکت موتوری هوندا یک شرکت تولیدی، فنی و مهندسی در زمینه طراحی پیشرانه و فناوری‌های مختلف موتوری است که تمرکز اصلی این شرکت بر تولید خودرو و موتورسیکلت می‌باشد. هوندا با تولید بیش از ۱۴ میلیون پیشرانه در سال، به عنوان بزرگترین تولیدکننده پیشرانه در جهان به حساب می‌آید. به وجود آورنده این شرکت، سویچیرو هوندا یک مکانیک بود که پس از کار کردن در آرت شوکای، توانست رینگ پیستون‌های مخصوص خود را، در سال ۱۹۳۸ تولید کند.
در حالی که نخستین طرح وی در فروختن آن‌ها به تویوتا شکست خورد، اما هوندا توانست با تویوتا قراردادی منعقد کند که این قرارداد تا جنگ جهانی دوم ادامه داشت. پس از جنگ جهانی، وی یک شرکت بزرگ بنا کرد. به دلیل مشکلات شدید مالی و نیاز شدید به وسایل نقلیه در آن زمان، هوندا با اتصال یک پیشرانه ساده به بدنه یک دوچرخه، یک وسیله ارزان قیمت را تولید کرد.
وی شرکت خود را هوندا کیگن کوگیو کابوشی کایشا؛ به معنی شرکت پژوهشی هوندا، نام نهاد. نخستین محصول این شرکت که در ابتدا یک کابین کوچک و ساده چوبی بود، در فرم دوچرخه موتوردار به بازار عرضه شد. شرکت رسمی موتوری هوندا به نام وی و به‌طور رسمی در ۲۴ سپتامبر ۱۹۴۸ در ژاپن بنا شد.
بدین ترتیب بود که نخستین موتورسیکلت تکامل یافته هوندا، در سال ۱۹۴۹ روانه بازار شد، که دریم-دی تایپ نام داشت. شرکت هوندا در سیر تکاملی خود و در پی موفقیت‌های چشمگیر در زمینه موتورسیکلت سازی بود، که تصمیم گرفت شانس خود را در خودرو سازی نیز، امتحان نماید.

## گالری محصولات

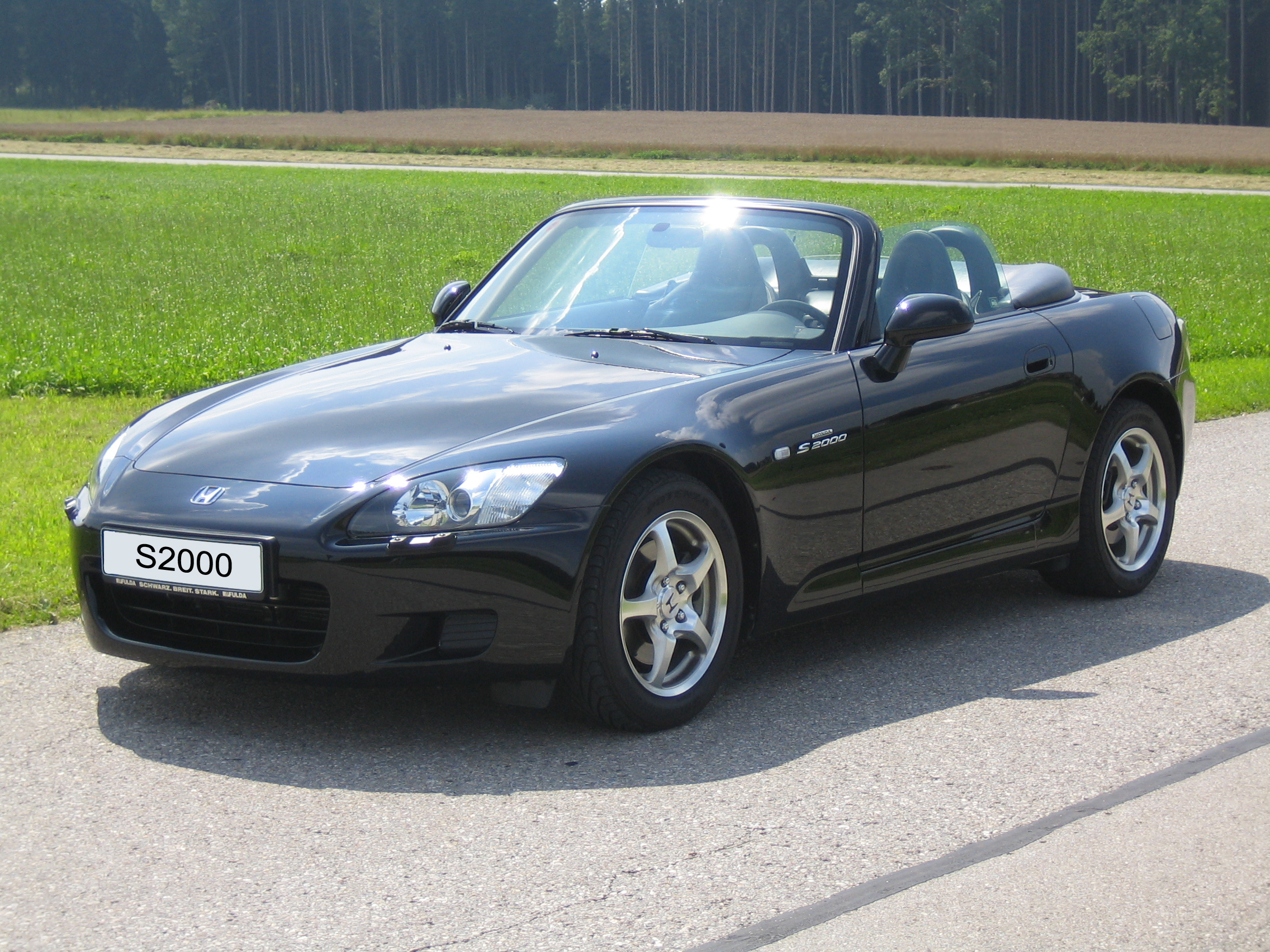
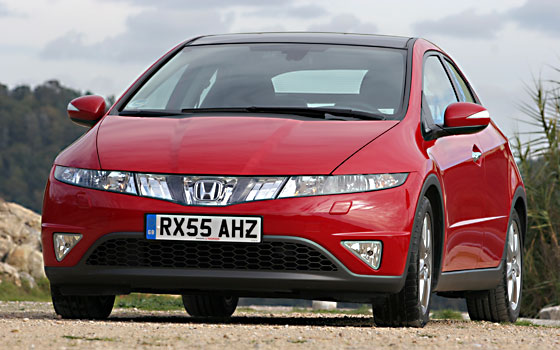
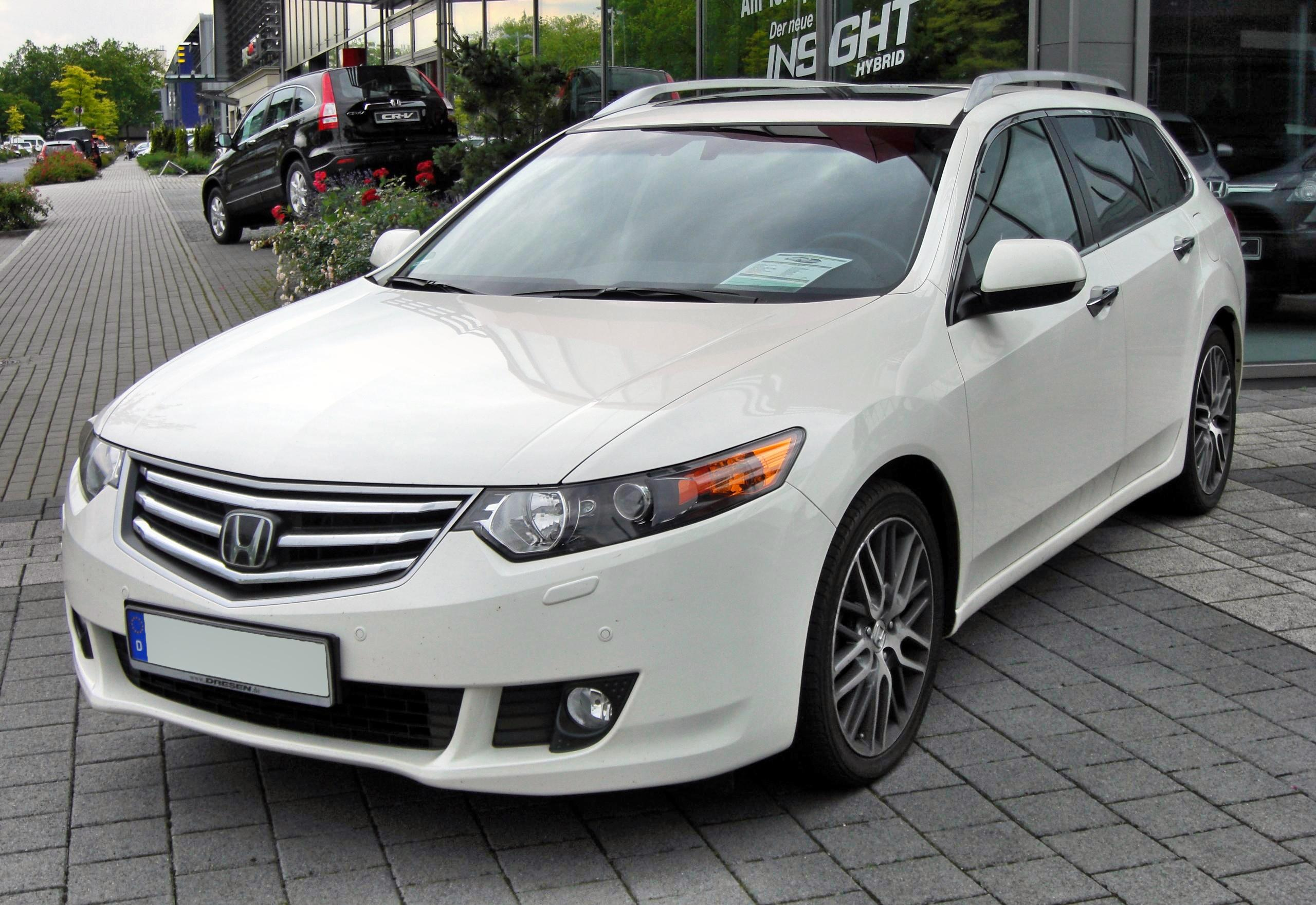
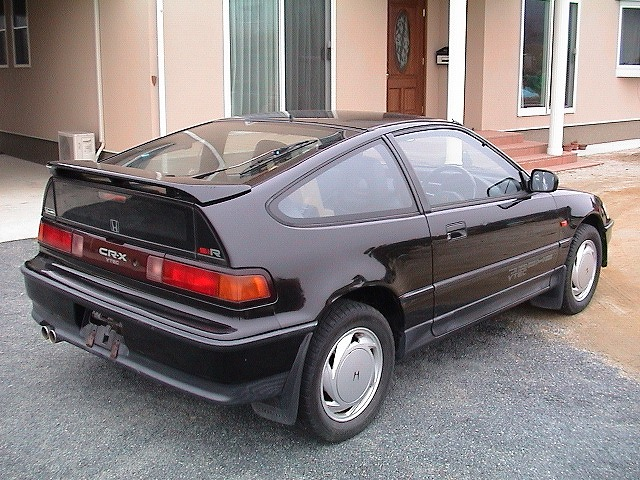
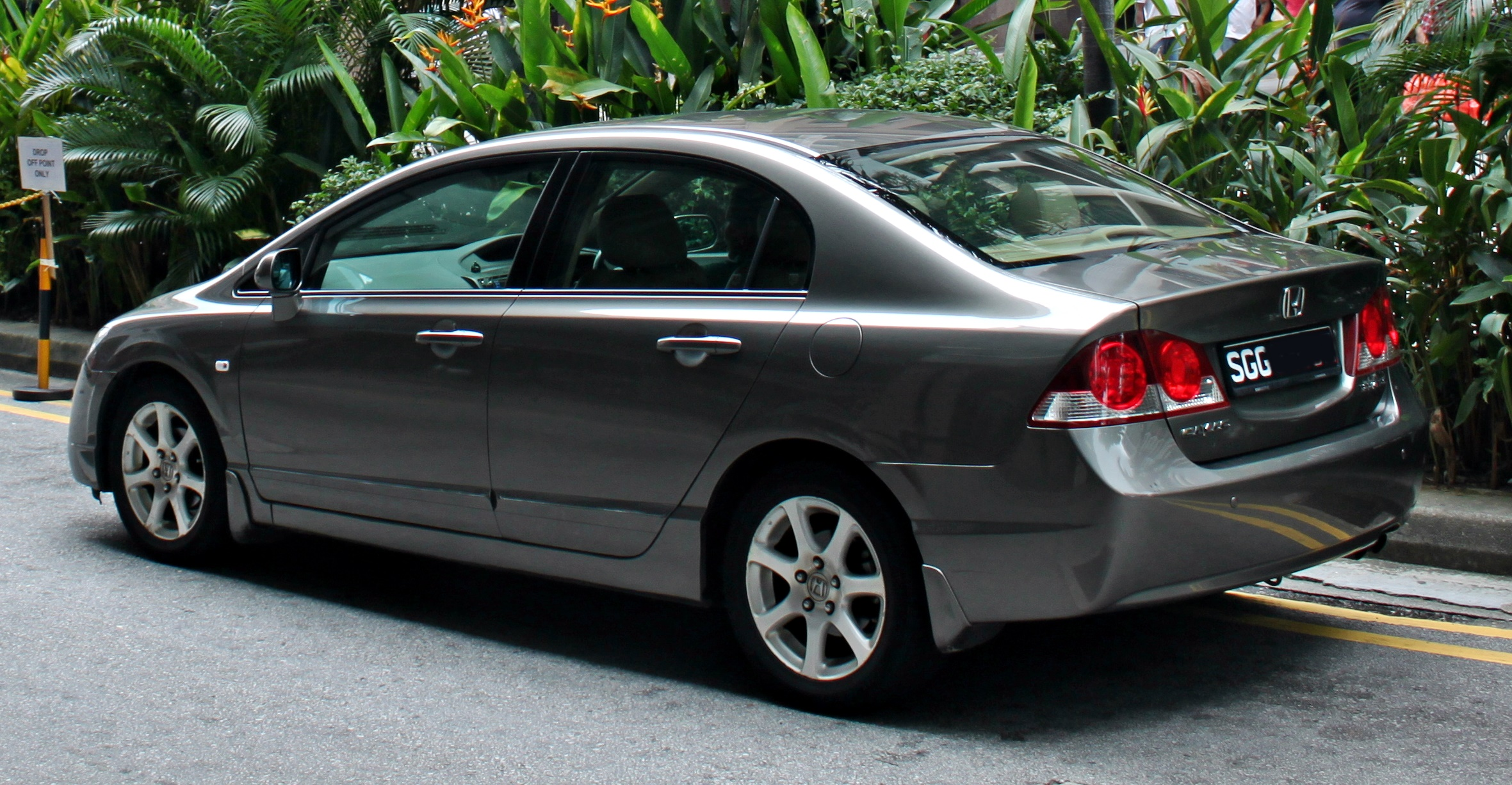
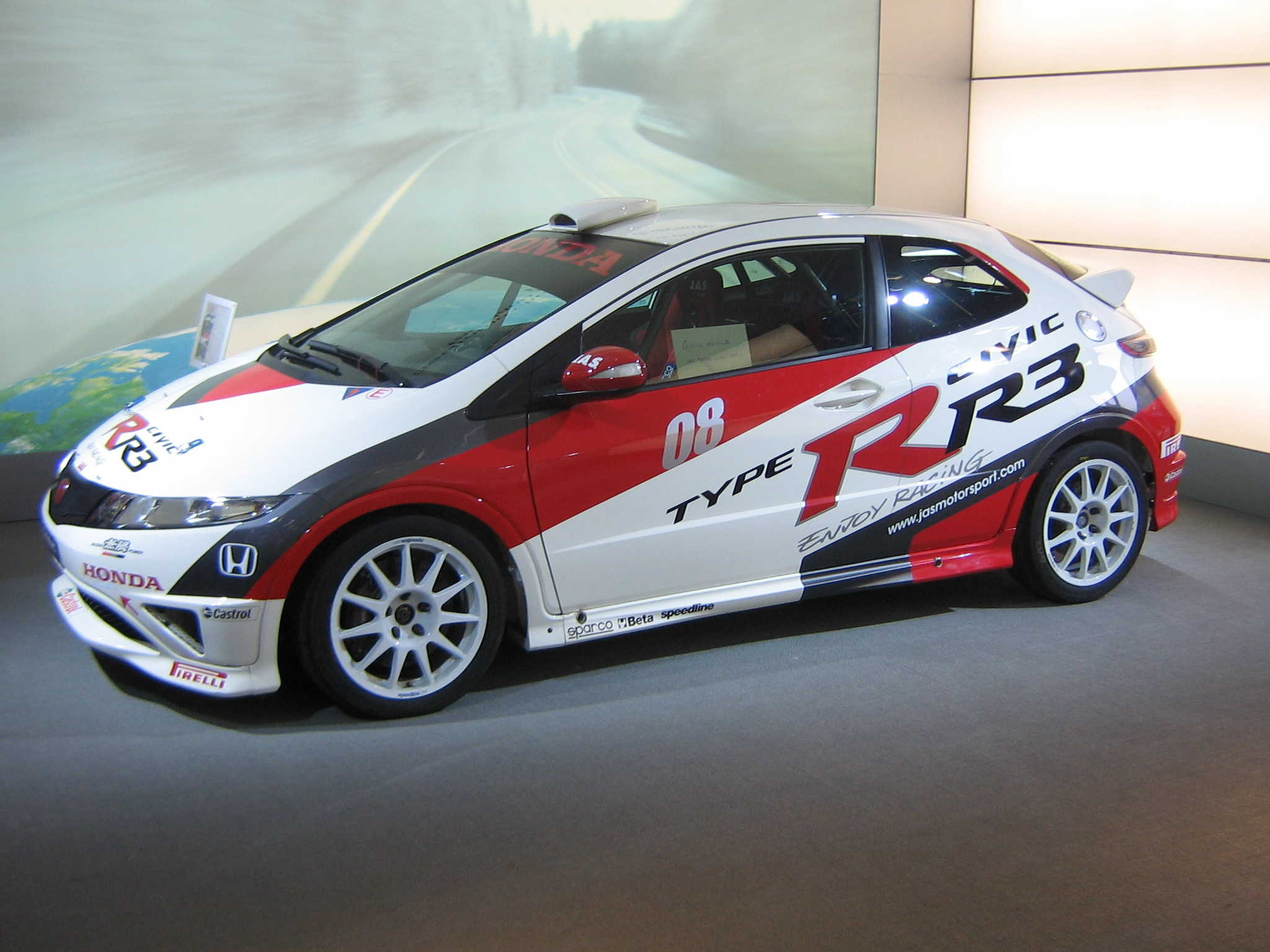
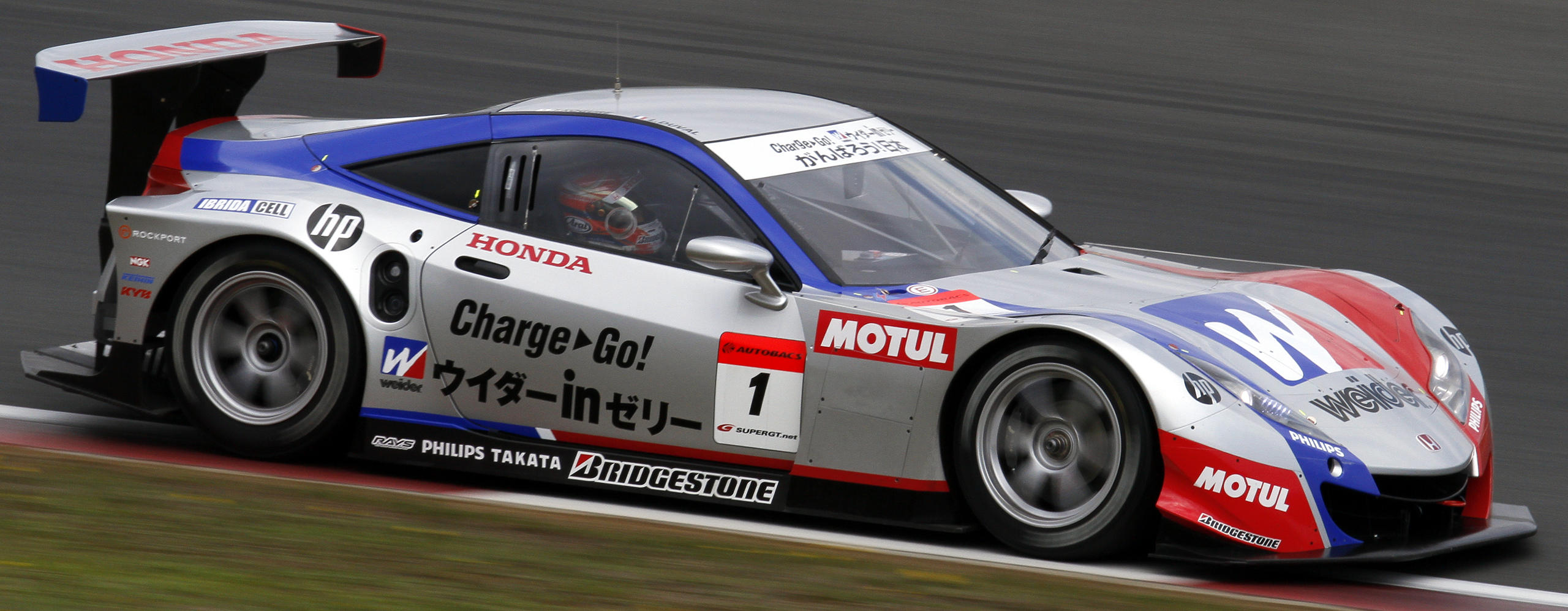
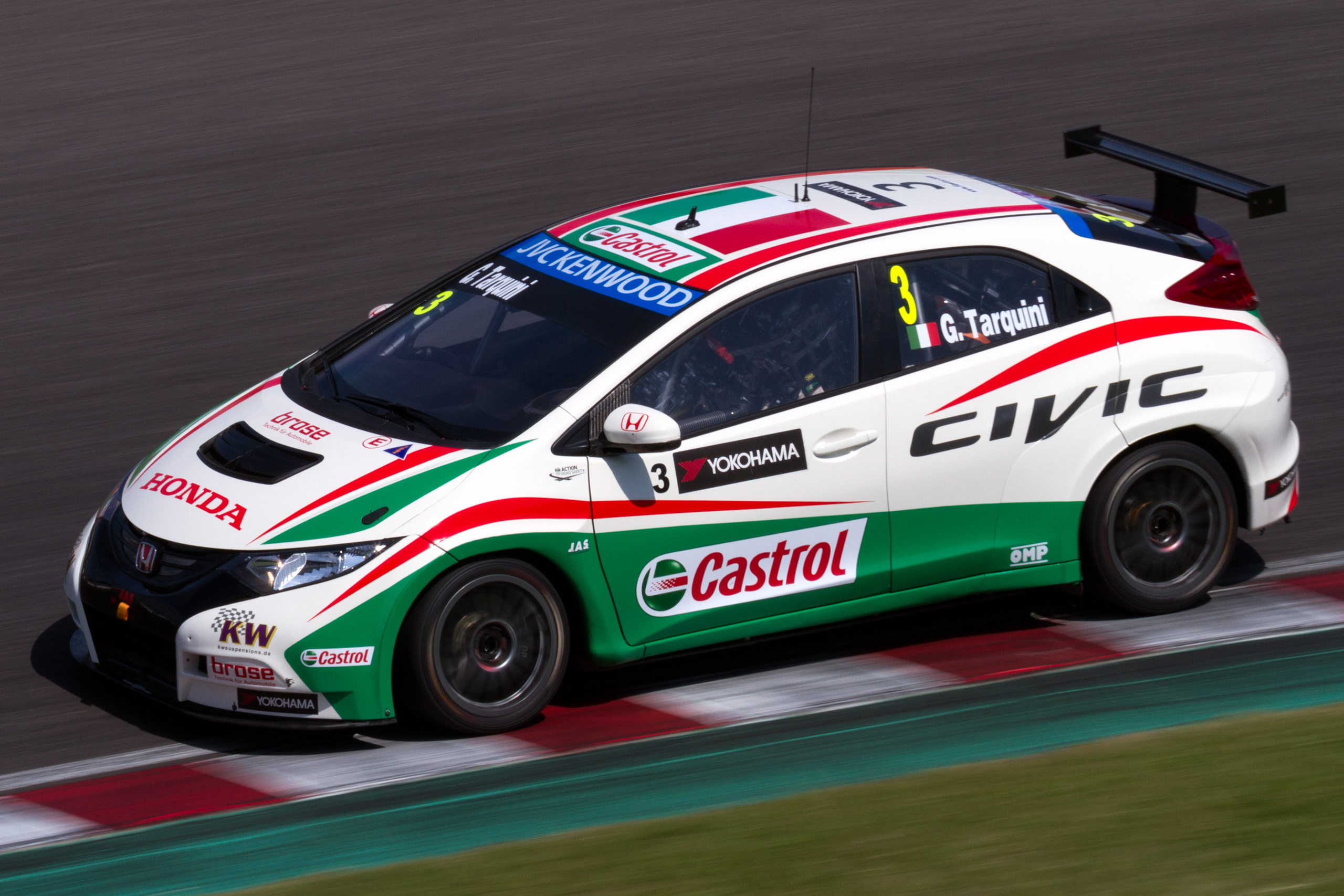
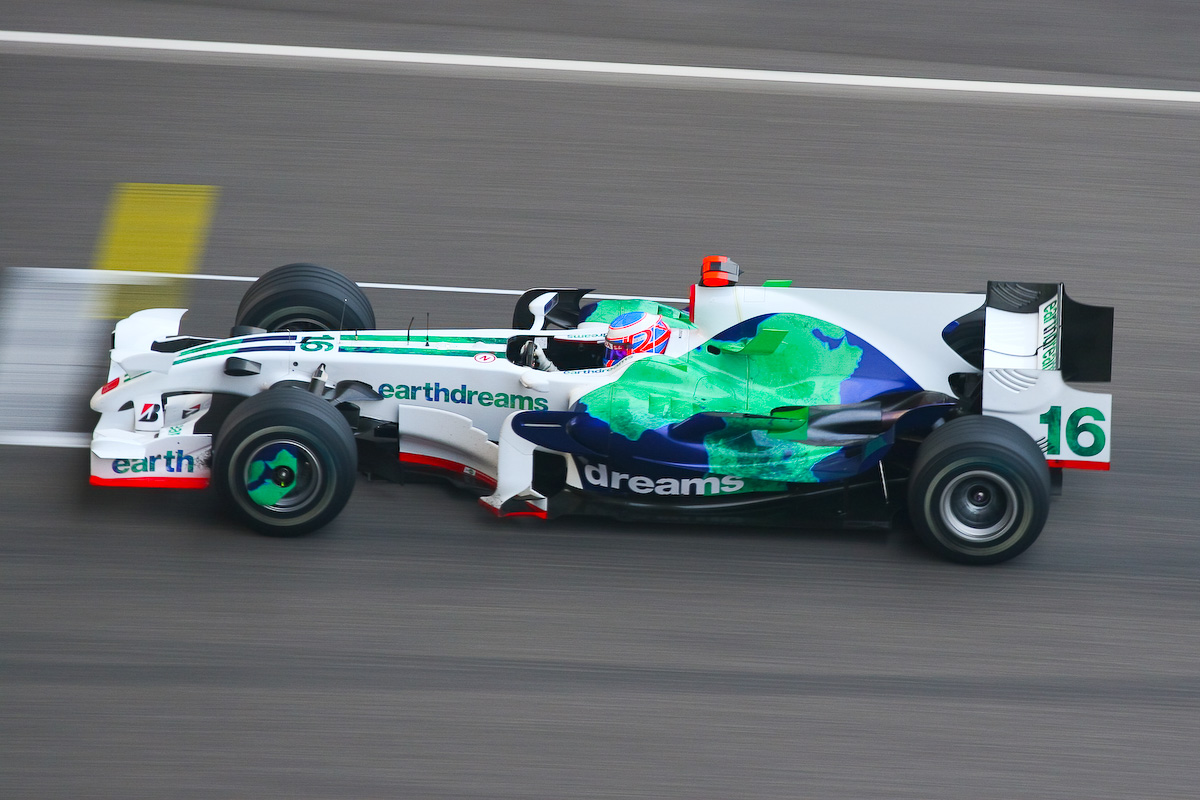
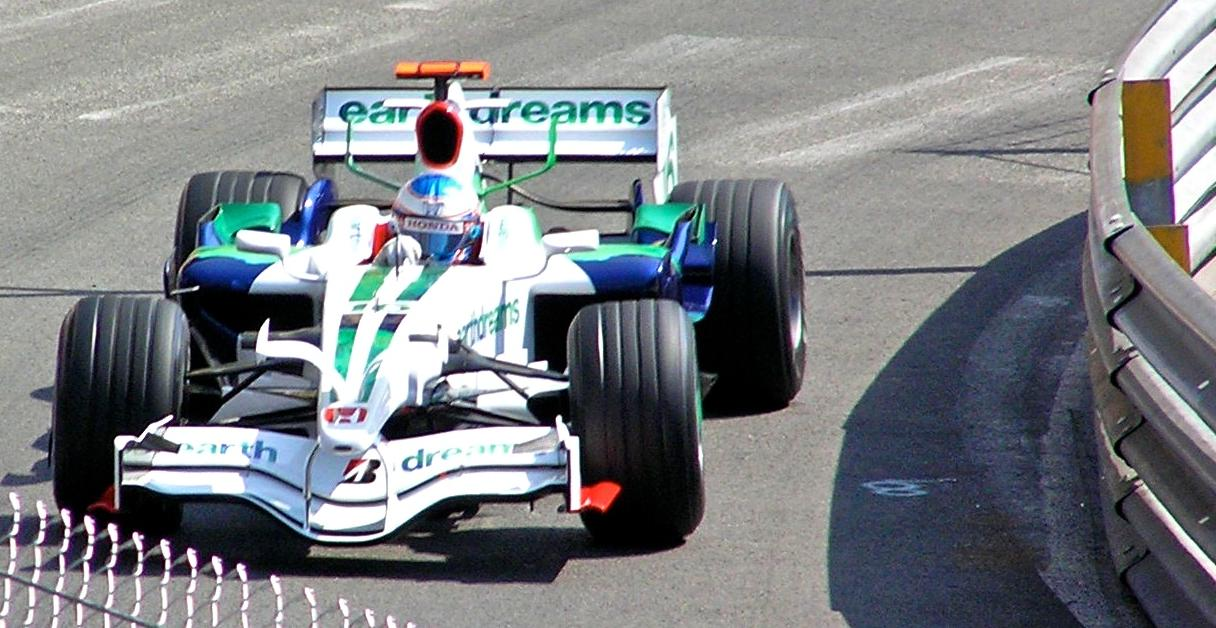
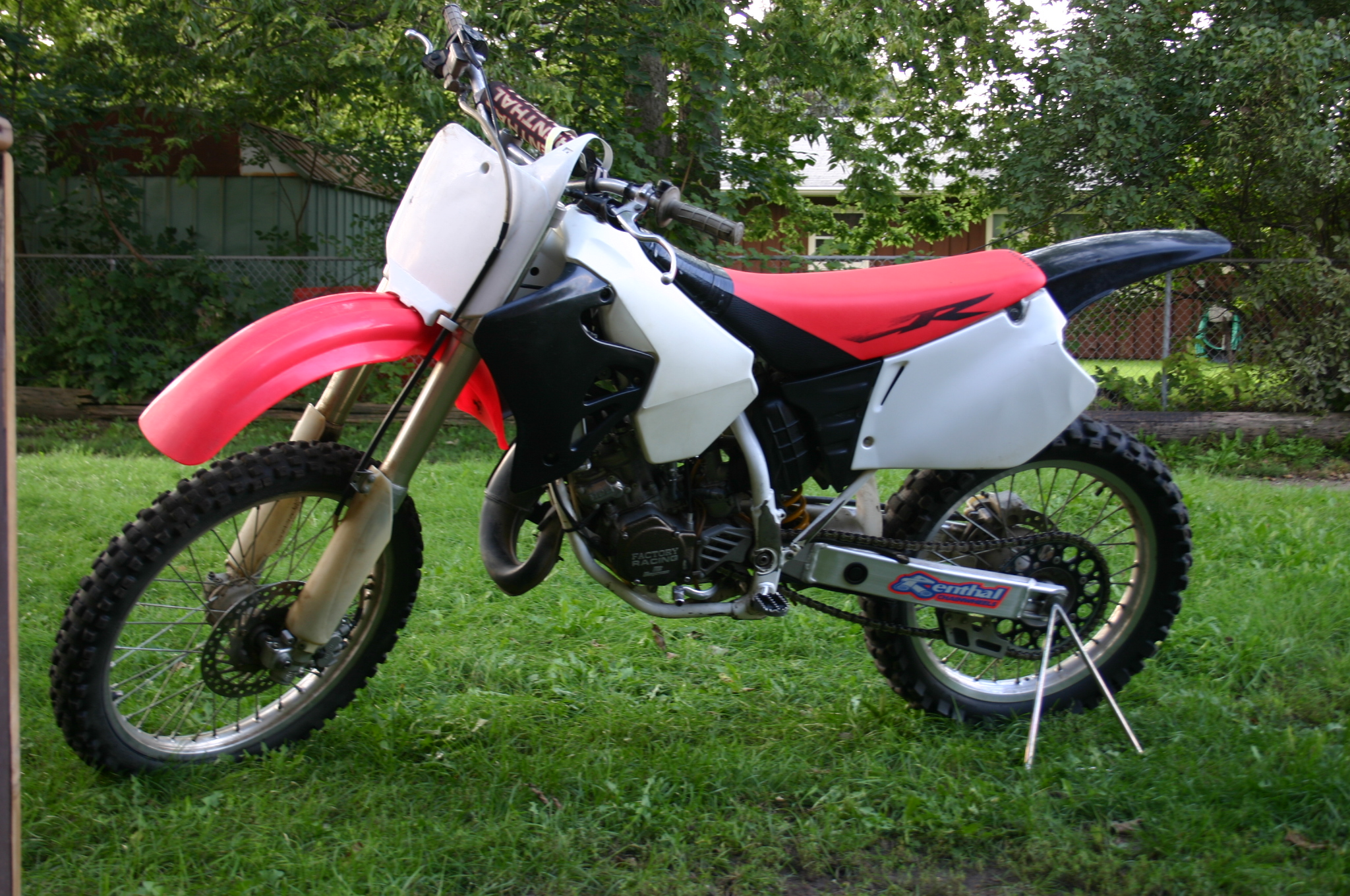
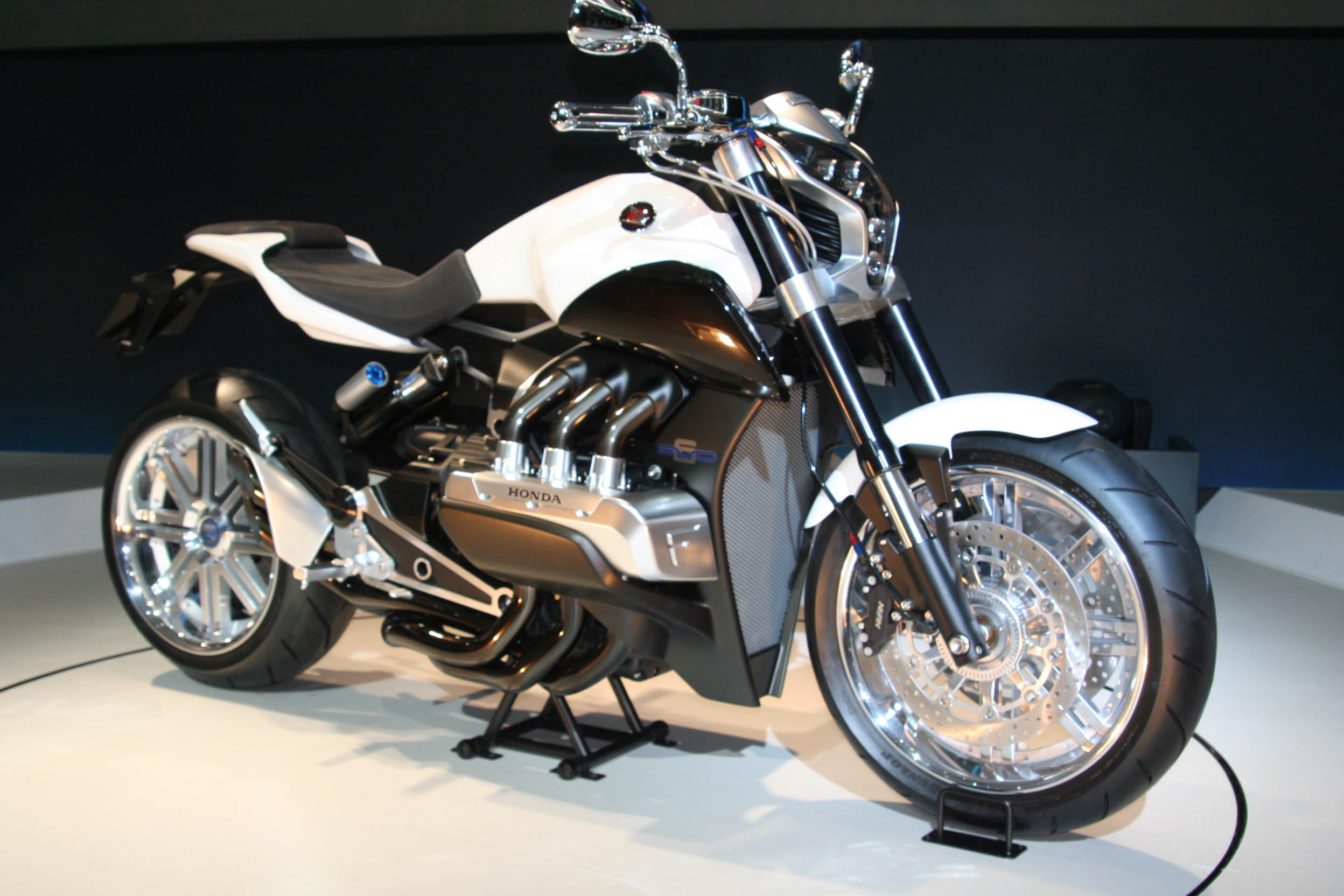
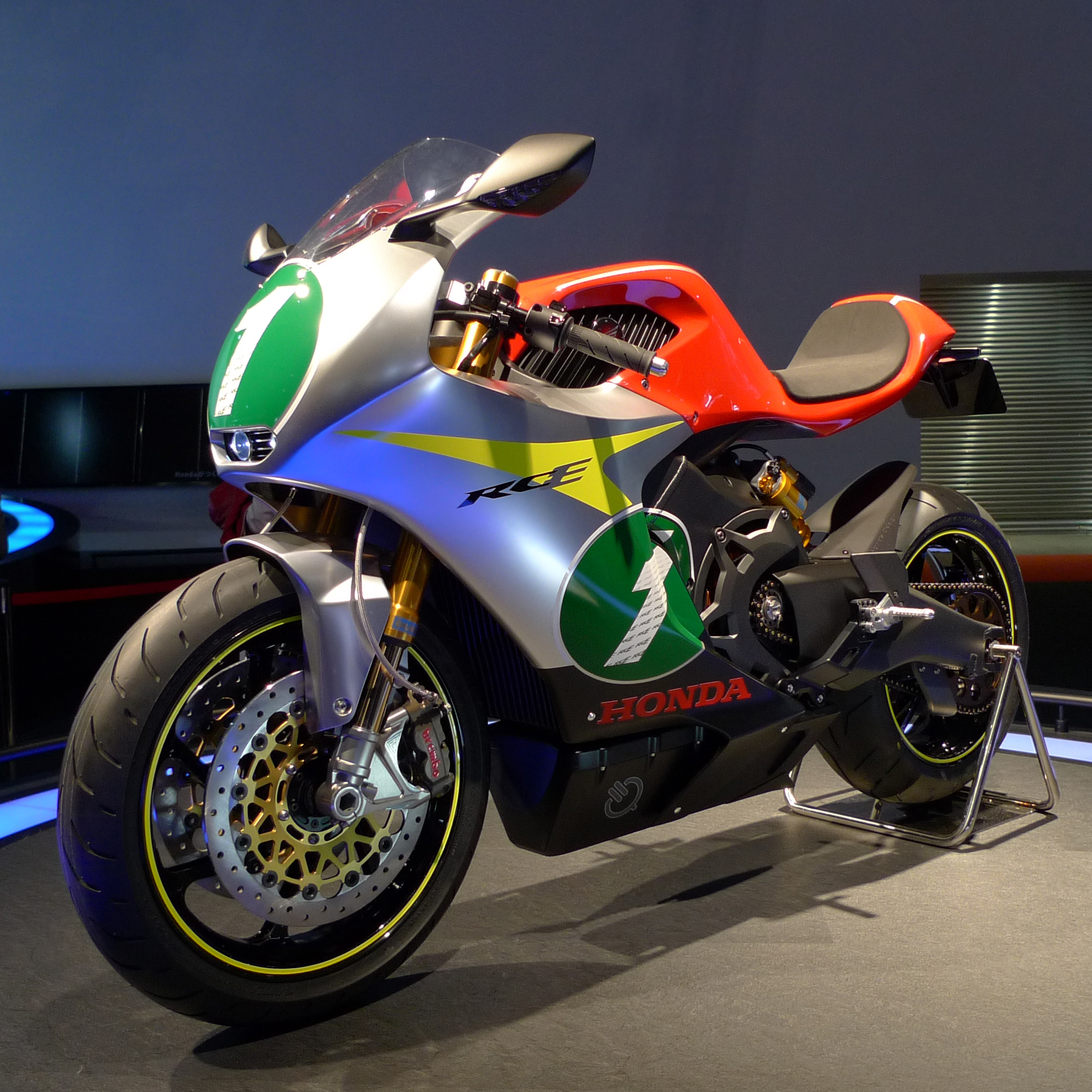
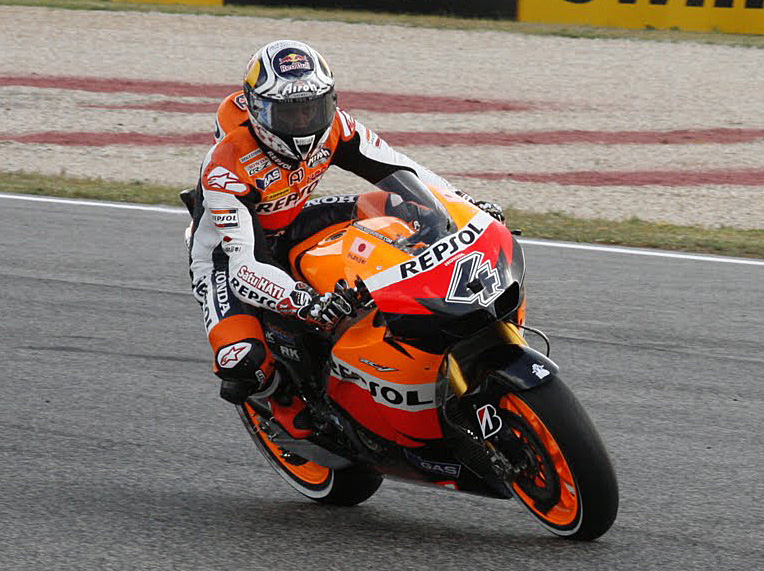
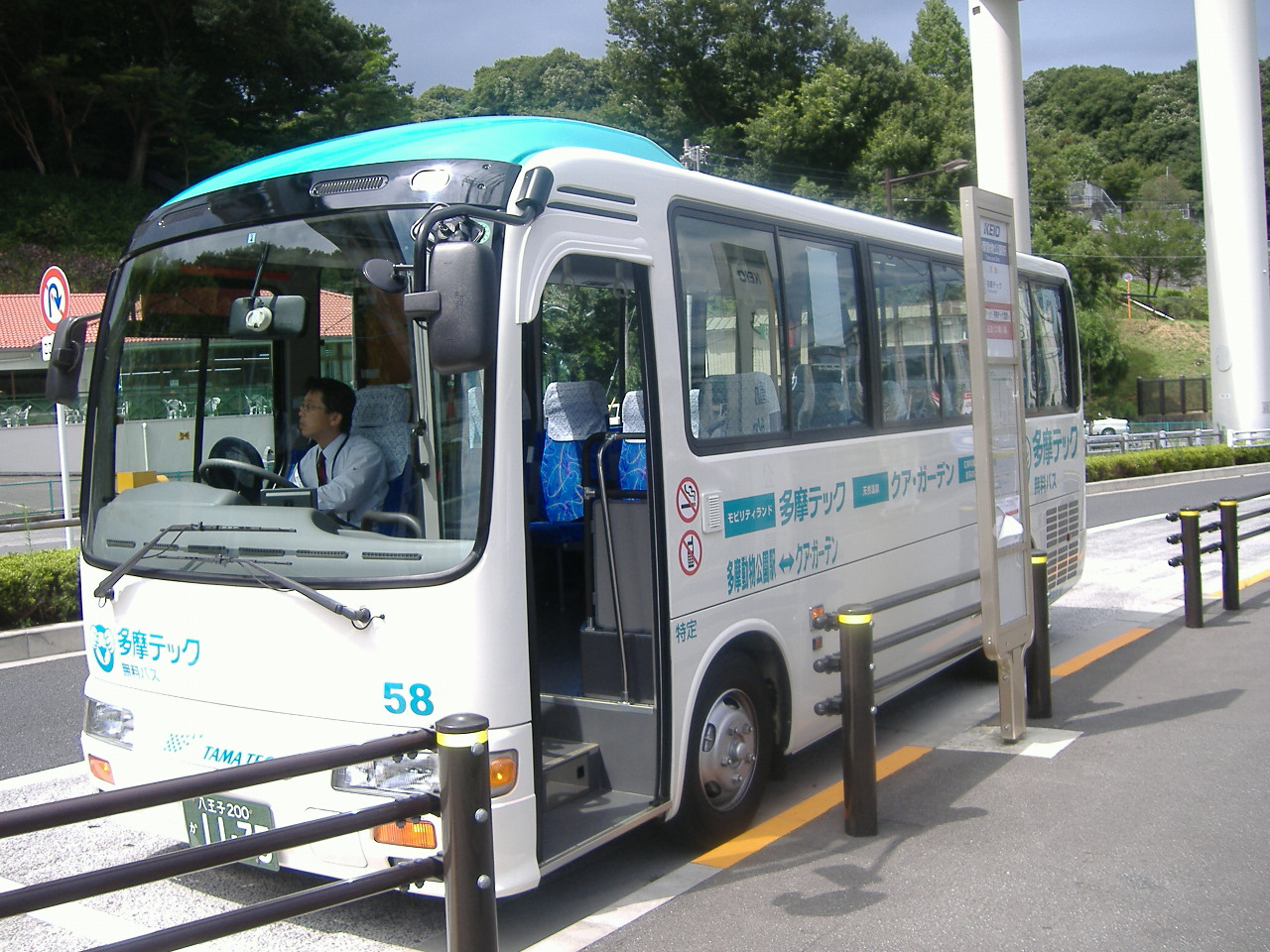
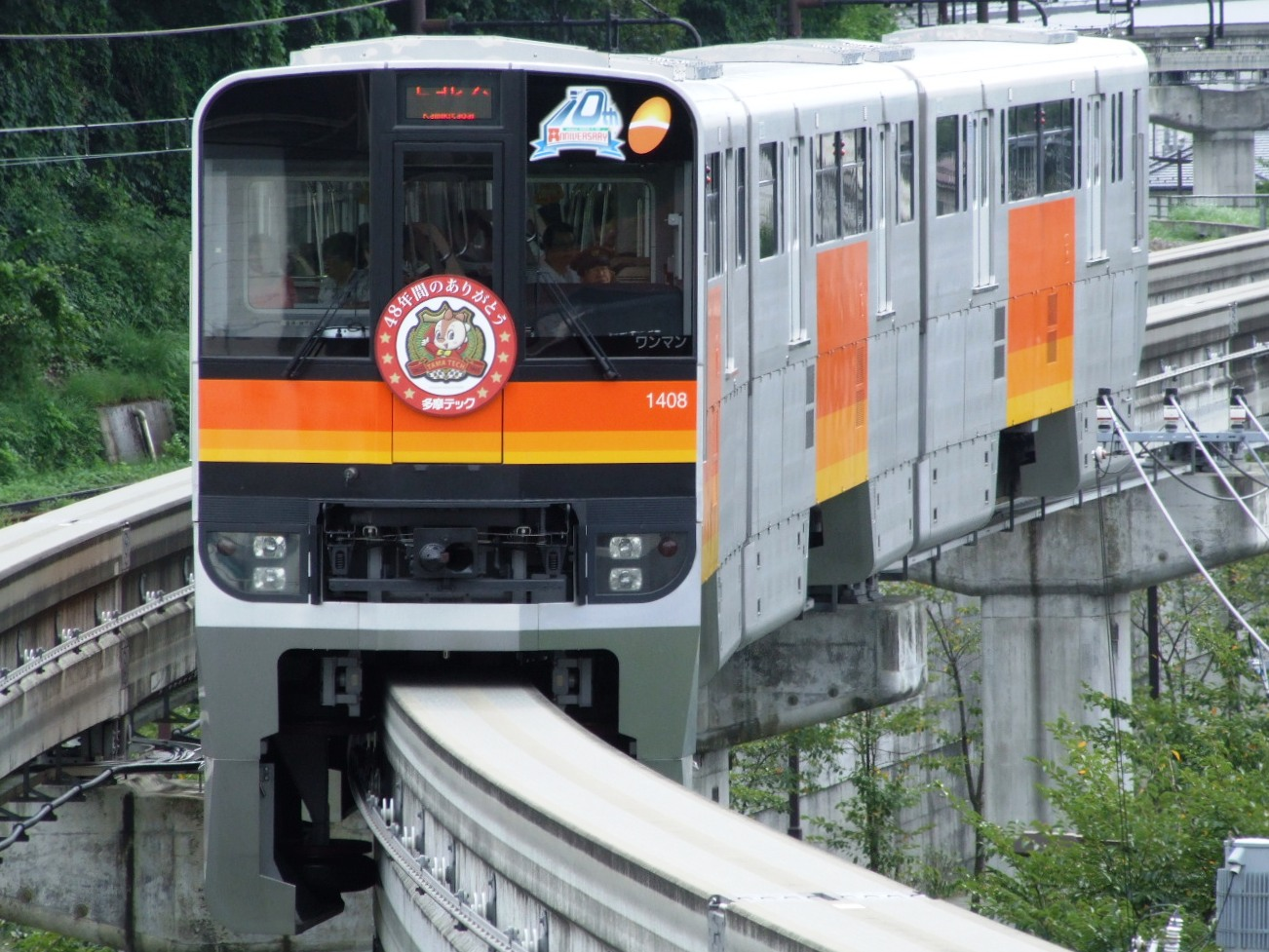
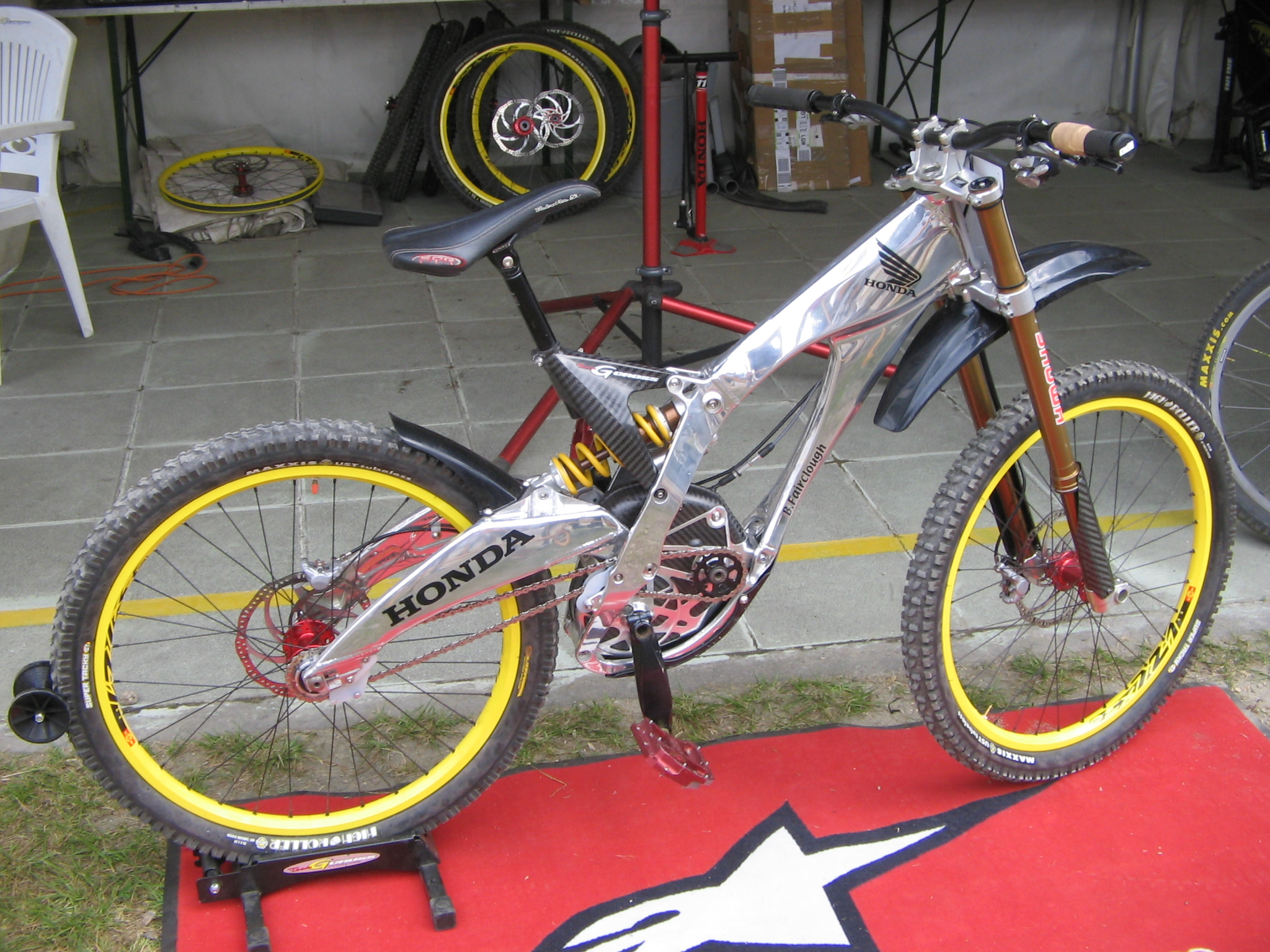
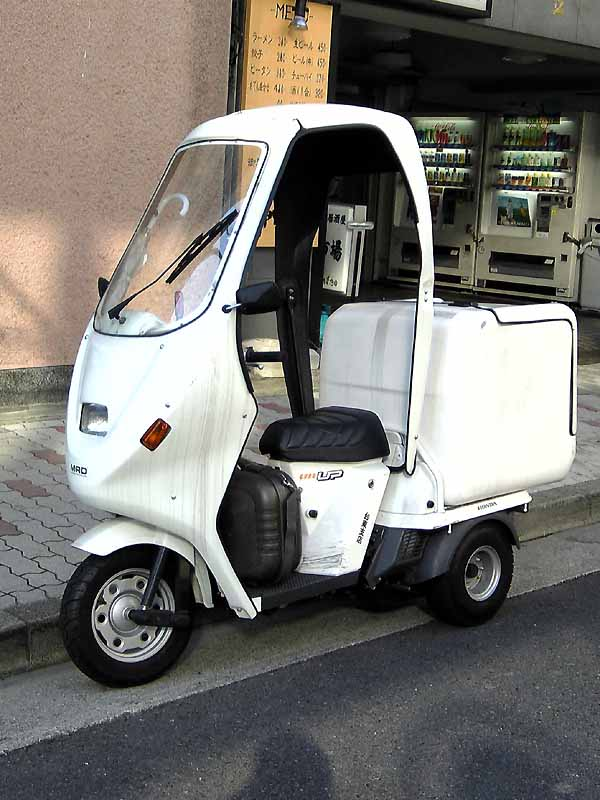
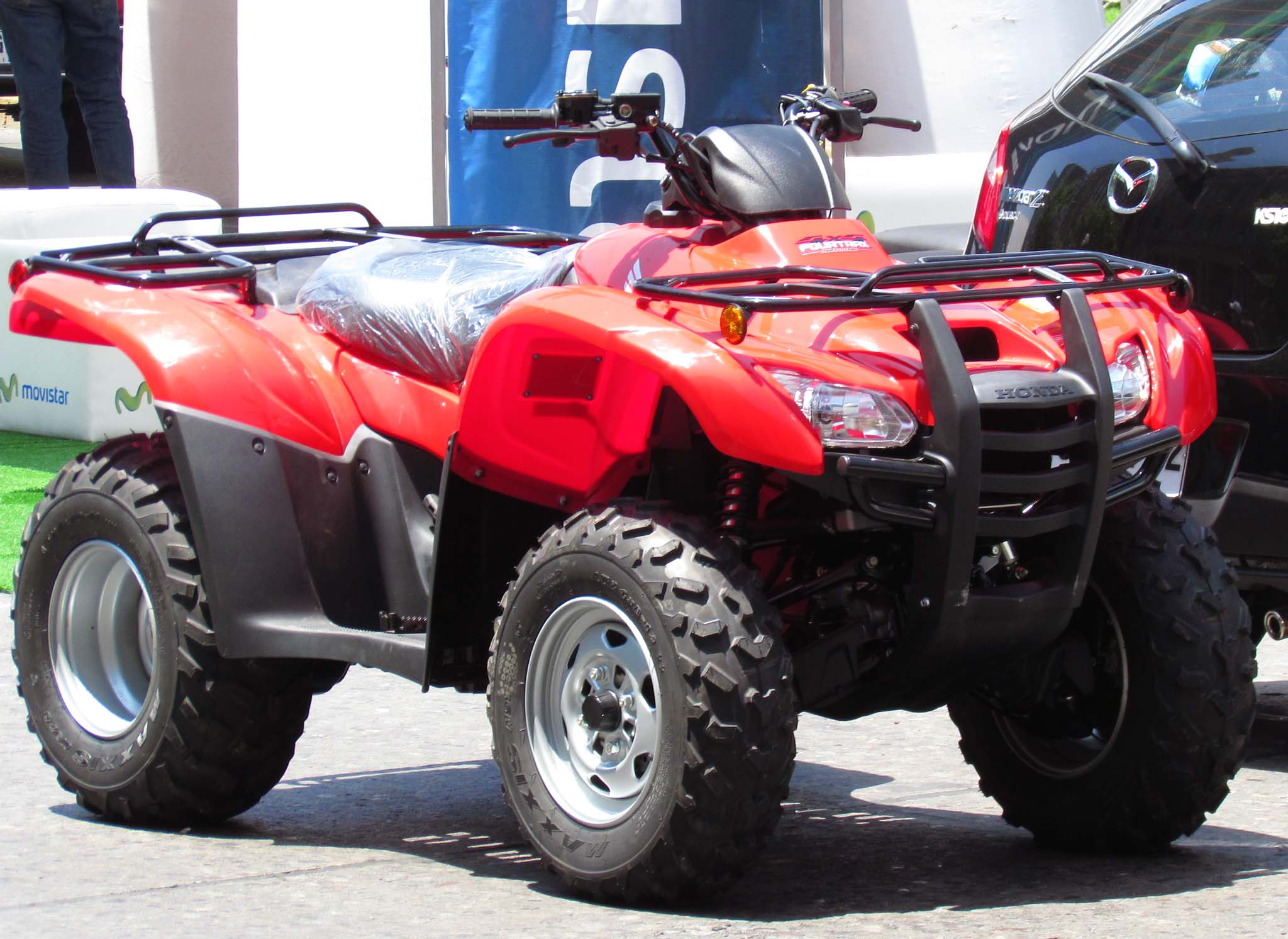
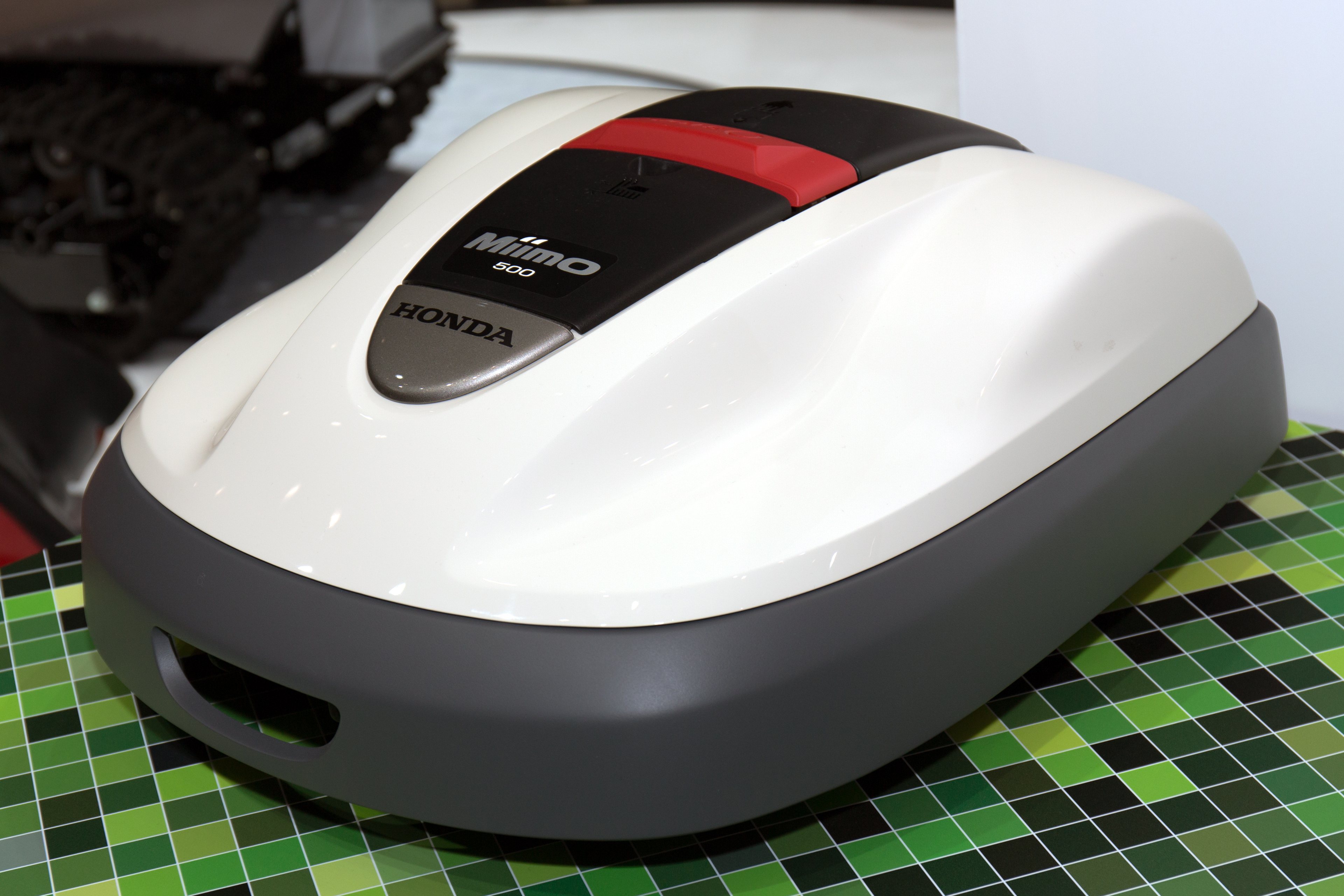
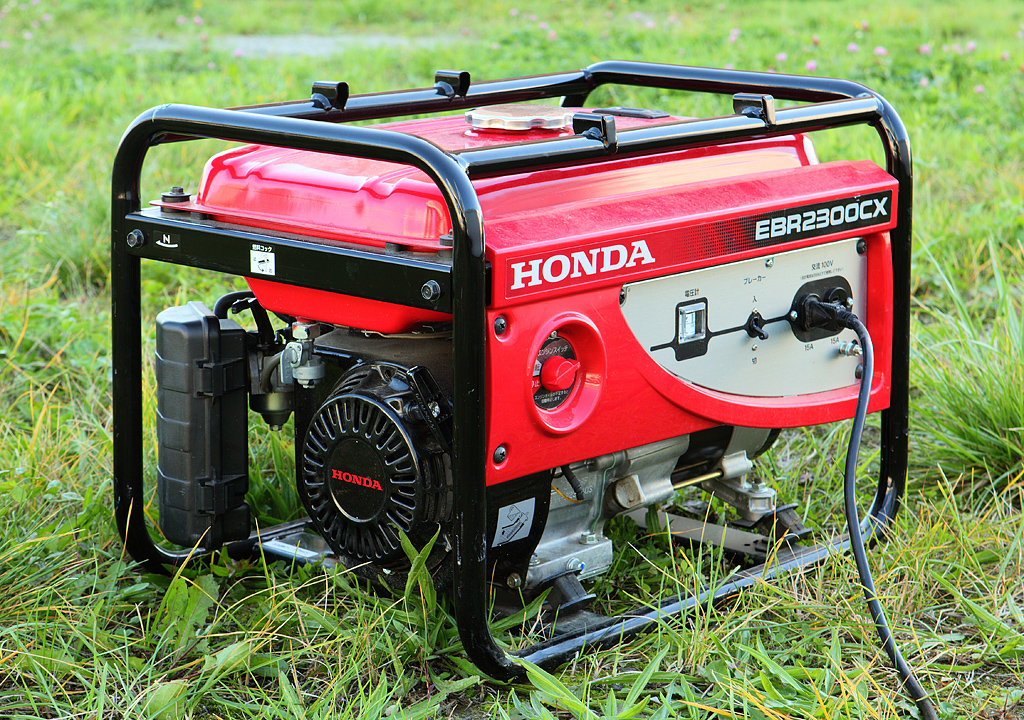
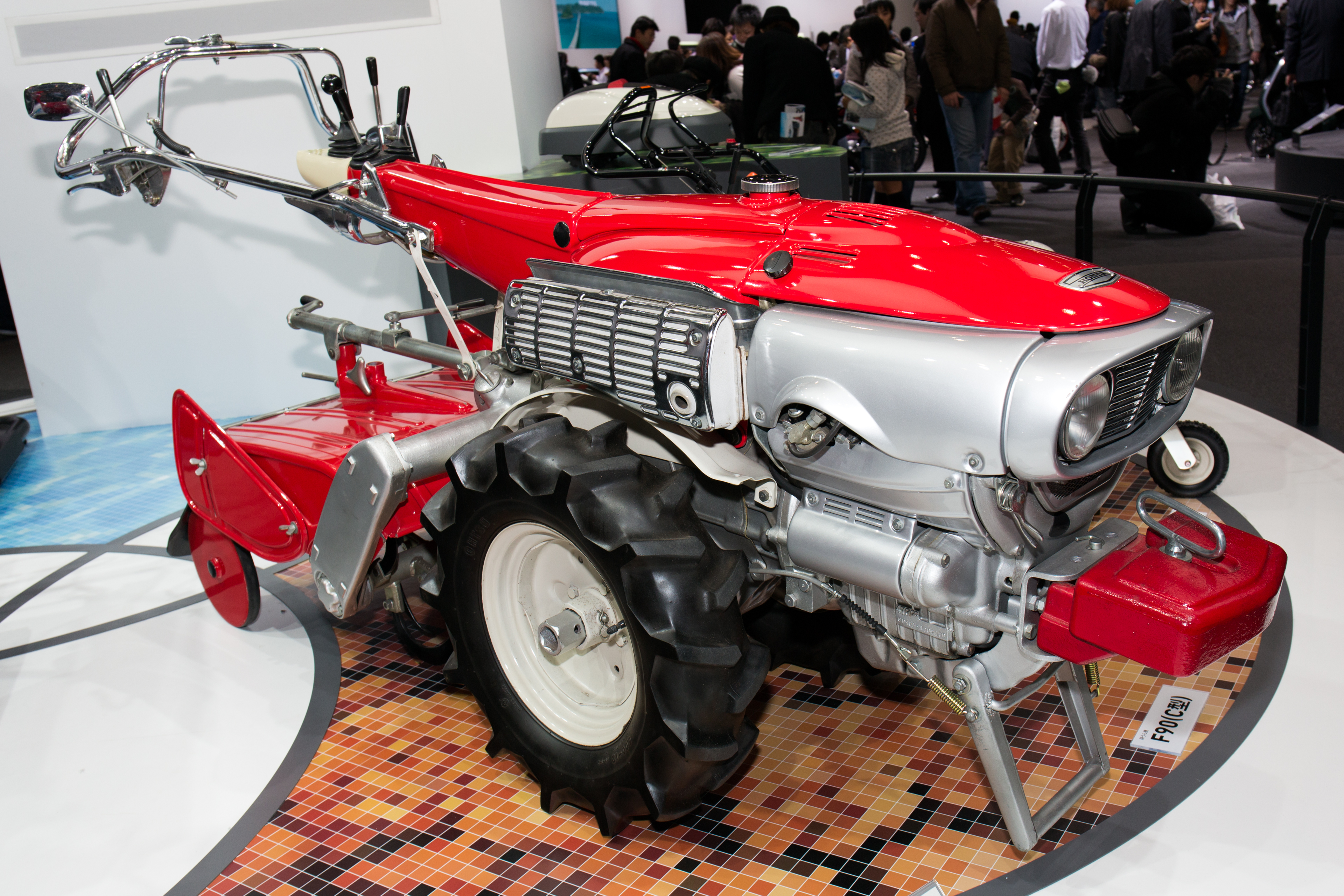
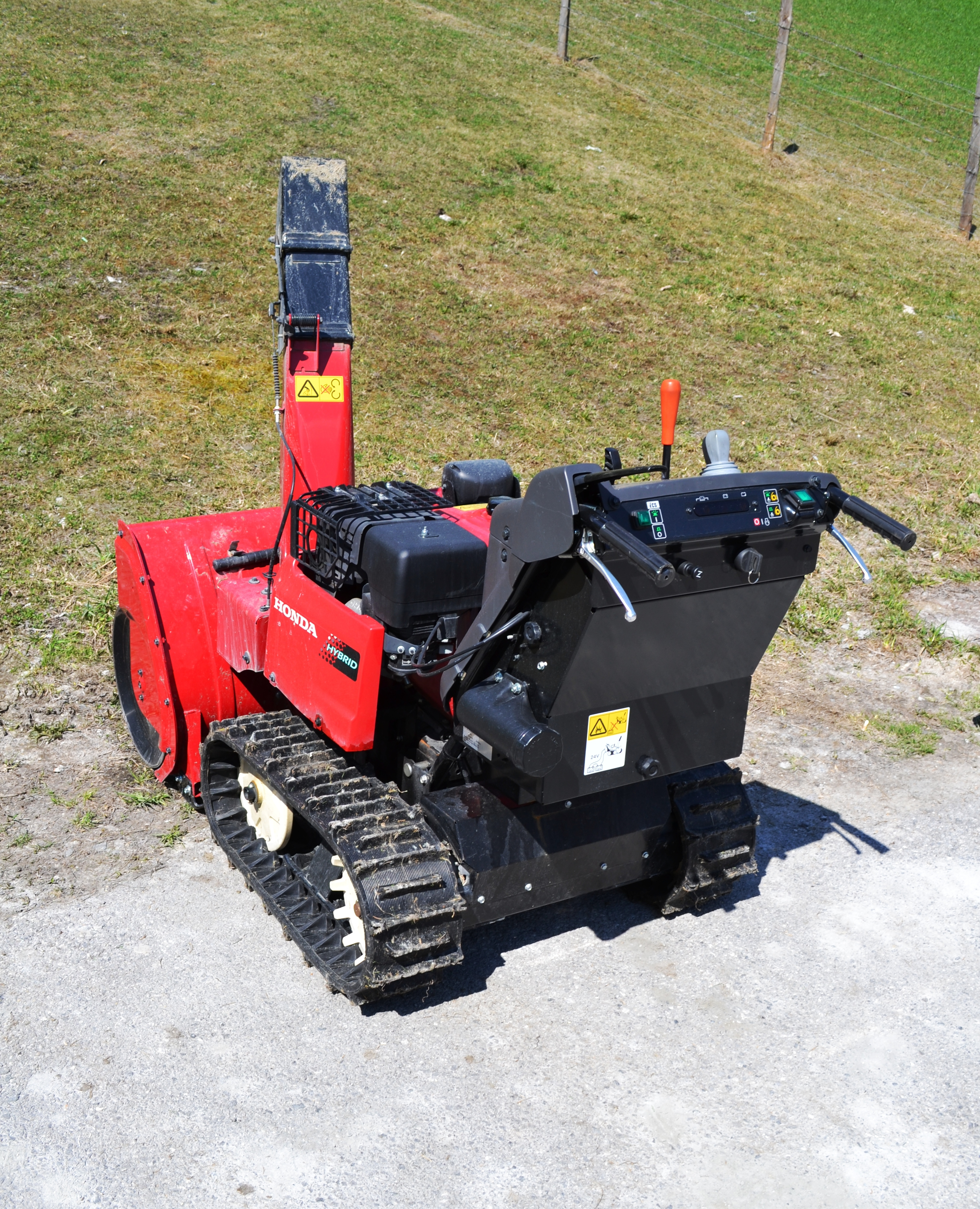
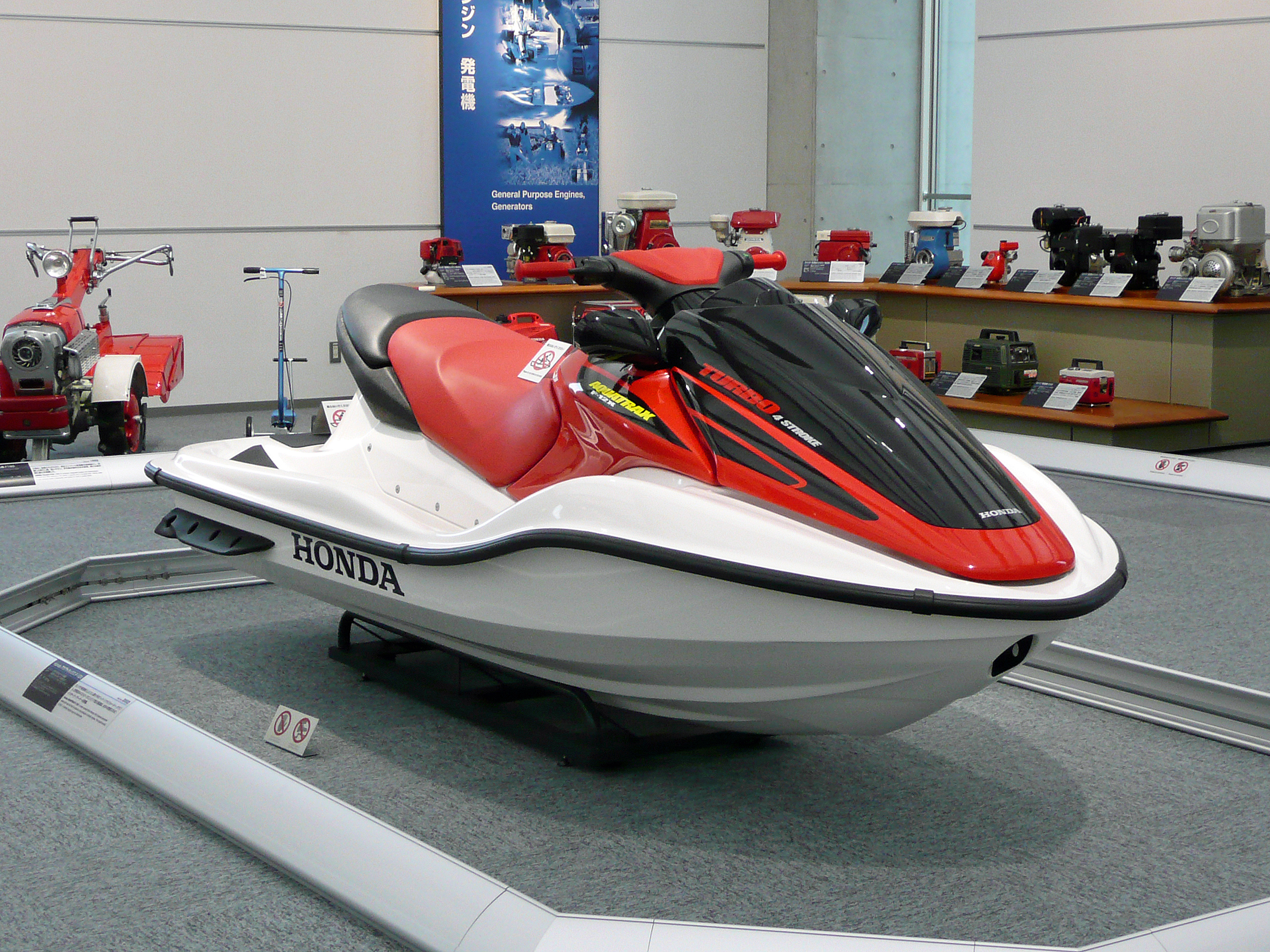
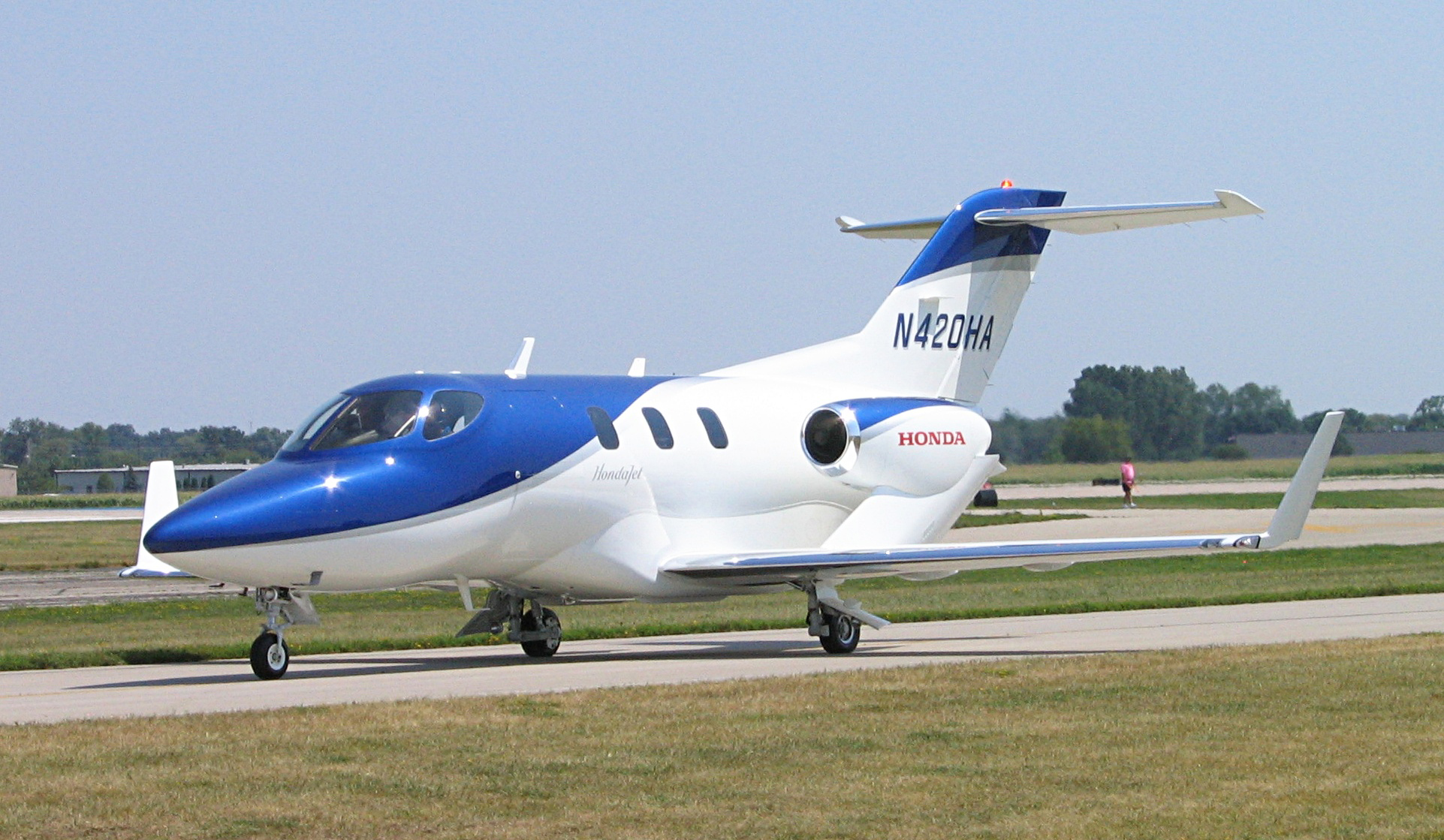
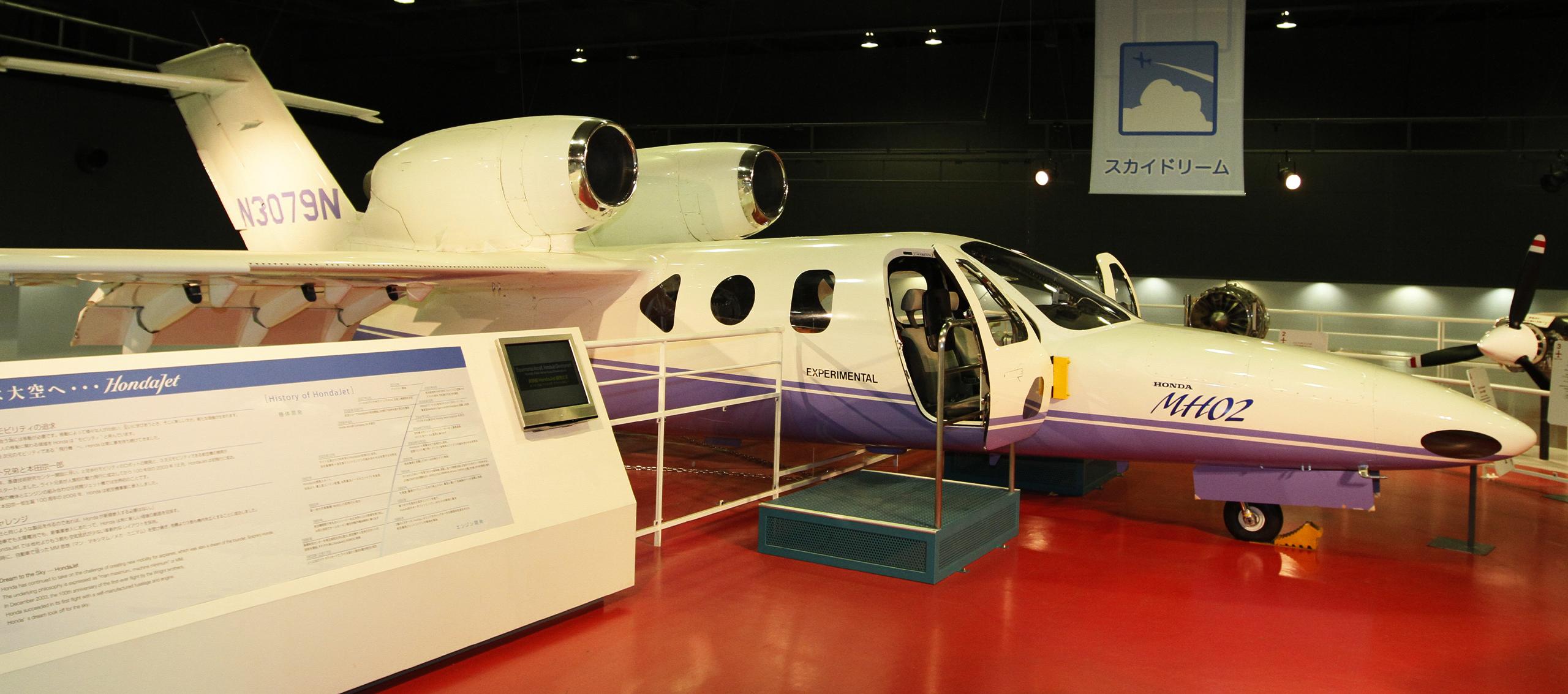
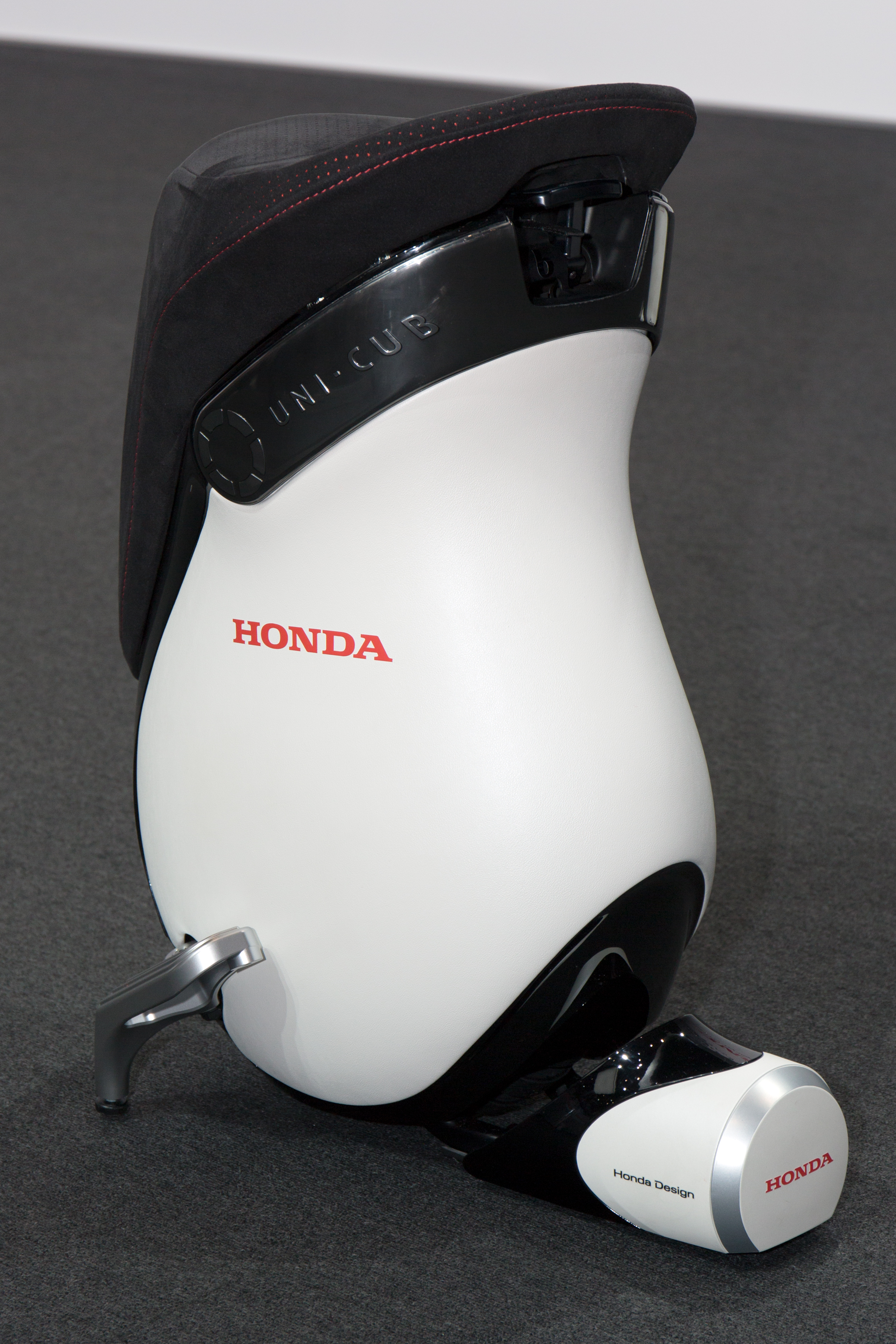
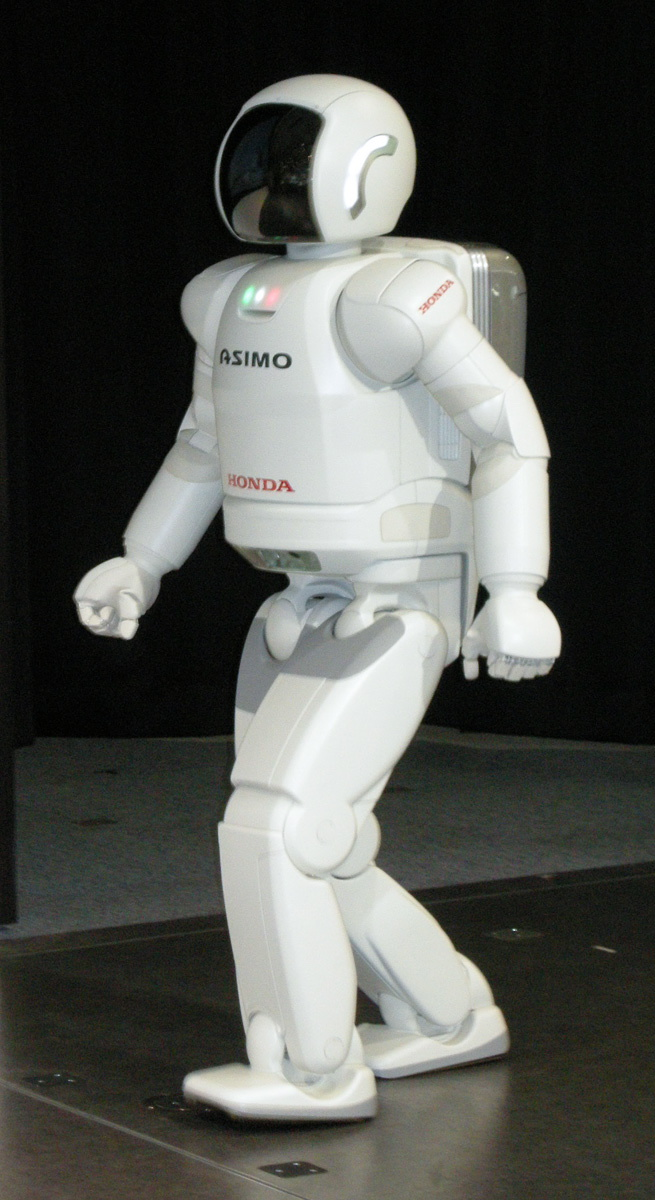
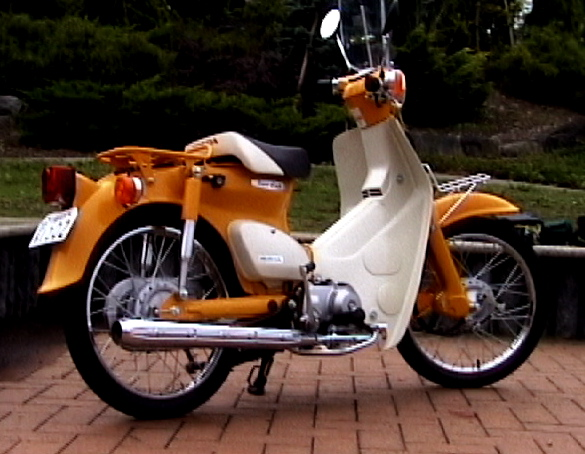

## خودروهای تولیدشده

### خودروهای سوپرمینی
- هوندا لایف
- هوندا زد
- هوندا فیت
- هوندا لوگو
- هوندا اف‌سی‌ایکس چاریتی

### خودروهای کامپکت
- هوندا ان۳۶۰
- هوندا امروز
- هوندا سیویک
- هوندا سیویک هیبرید
- هوندا این‌سایت
- هوندا ۱۳۰۰

### خودروهای خانواده
- هوندا انتگرا
- هوندا اکورد

### خودروهای شرکتی
- هوندا لجند

### خودروهای اسپورت‌کوپه
- هوندا انتگرا
- هوندا پرلود
- هوندا سی‌آر-زد

### خودروهای اسپورت-رودستر
- هوندا بیت
- هوندا اس۲۰۰۰
- هوندا ان‌اس‌ایکس
- هوندا سیویک سی آر ایکس دلسول

### خودروهای مینی‌ون
- هوندا اودیسه
- هوندا استریم

### خودروهای اس‌یووی
- هوندا اچ‌آر-وی
- هوندا سی‌آر-وی
- لندروور دیسکاوری
- هوندا المنت
- ایسوزو ویزارد
- آکیورا ام‌دی‌ایکس
- هوندا ریج‌لاین

### خودروهای نمایشی
- هوندا اس۳۶۰

## مدیریت ارشد
| نام               | سال       |
| ----------------- | --------- |
| سوییشیرو هوندا    | ۱۹۴۸–۱۹۷۳ |
| کیوشی کاواشیما    | ۱۹۷۳–۱۹۸۳ |
| تاداشی کومه       | ۱۹۸۳–۱۹۹۰ |
| نوبوهیکو کاواموتو | ۱۹۹۰–۱۹۹۸ |
| هیرو یوکی یوشینو  | ۱۹۹۸–۲۰۰۴ |
| تاکئو فوکویی      | ۲۰۰۴–۲۰۰۹ |
| تاکانوبا ایتو     | ۲۰۰۹—     |

## شمار تولید
| سال مالی | تولید جهانی |
| -------- | ----------- |
| ۲۰۰۹     | ۳٬۰۱۲٬۰۰۰   |
| ۲۰۱۰     | ۳٬۶۴۳٬۰۰۰   |
| ۲۰۱۱     | ۲٬۹۰۹٬۰۰۰   |
| ۲۰۱۲     | ۴٬۱۱۰٬۰۰۰   |